# Liste der eidgenössischen Volksabstimmungen
Die Liste eidgenössischer Volksabstimmungen zeigt alle Volksabstimmungen auf Bundesebene seit der Gründung des modernen Schweizer Bundesstaats im Jahr 1848. Die Abstimmungen kamen zustande aufgrund von:
- Volksinitiativen (markiert mit  I ),
- direkten Gegenentwürfen zu solchen (markiert mit  G ),
- obligatorischen Referenden (markiert mit  O ) oder
- fakultativen Referenden (markiert mit  F ).

Weil die eidgenössische Volksinitiative immer eine Änderung der Bundesverfassung (und nicht von Gesetzen) ist, benötigt sie zur Annahme neben dem Volksmehr auch das Ständemehr, wobei sechs Kantone (früher Halbkantone genannt) aus historischen Gründen nur eine halbe Standesstimme haben. Dasselbe gilt für obligatorische Referenden und direkte Gegenentwürfe, da diese bei Änderung der Verfassung durch das Parlament nötig werden (Art. 140 Abs. 1 lit. a BV). Fakultative Referenden hingegen betreffen Bundesgesetze und gewisse völkerrechtliche Verträge, welche zur Annahme lediglich des Volksmehrs bedürfen (Art. 141 Abs. 1 lit. a BV).
Die Gesamtliste ist nach Jahrzehnten geordnet. Zu Beginn jeder Teilliste (jeweils absteigend sortiert) sind Verweise auf Jahresübersichten zu finden, in denen die Vorlagen kurz erläutert werden. Weitere Verweise führen direkt zu Artikeln über bestimmte Vorlagen (falls vorhanden).

## Eidgenössische Volksabstimmungen

### Ab 2020
Jahresübersichten: 2020 | 2021 | 2022 | 2023 | 2024 | 2025
| Datum      | Titel der Vorlage | Titel der Vorlage | Beteiligung | Anteil Ja-Stimmen | Stände Ja : Nein | Ergebnis |
| ---------- | ----------------- | --- | ----------- | ----------------- | ---------------- | -------- |
| 9.2.2025   | I                 | Eidgenössische Volksinitiative «Für eine verantwortungsvolle Wirtschaft innerhalb der planetaren Grenzen (Umweltverantwortungsinitiative)» | 37,94 %     | 30,16 %           | 0 : 23           | nein     |
| 24.11.2024 | F                 | Bundesbeschluss über den Ausbauschritt 2023 für die Nationalstrassen | 47,30 %     | 45,05 %           |                  | nein     |
| 24.11.2024 | F                 | Änderung des Obligationenrechts (Mietrecht: Untermiete) | 48,42 %     | 44,89 %           |                  | nein     |
| 24.11.2024 | F                 | Änderung des Obligationenrechts (Mietrecht: Kündigung wegen Eigenbedarfs) | 46,17 %     | 44,90 %           |                  | nein     |
| 24.11.2024 | F                 | Änderung des Bundesgesetzes über die Krankenversicherung (Einheitliche Finanzierung der Leistungen) | 44,87 %     | 53,31 %           |                  | ja       |
| 22.9.2024  | I                 | Eidgenössische Volksinitiative «Für die Zukunft unserer Natur und Landschaft (Biodiversitätsinitiative)» | 45,19 %     | 36,97 %           | 1½ : 21½         | nein     |
| 22.9.2024  | F                 | Änderung vom 17. März 2023 des Bundesgesetzes über die berufliche Alters-, Hinterlassenen- und Invalidenvorsorge (BVG) (Reform der beruflichen Vorsorge) | 45,04 %     | 32,88 %           |                  | nein     |
| 9.6.2024   | I                 | Eidgenössische Volksinitiative «Maximal 10 % des Einkommens für die Krankenkassenprämien (Prämien-Entlastungs-Initiative)» | 45,4 %      | 44,5 %            | 7½ : 15½         | nein     |
| 9.6.2024   | I                 | Eidgenössische Volksinitiative «Für tiefere Prämien – Kostenbremse im Gesundheitswesen (Kostenbremse-Initiative)» | 45,4 %      | 37,2 %            | 5 : 18           | nein     |
| 9.6.2024   | I                 | Eidgenössische Volksinitiative «Für Freiheit und körperliche Unversehrtheit» | 45,3 %      | 26,3 %            | 0 : 23           | nein     |
| 9.6.2024   | F                 | Bundesgesetz vom 29. September 2023 über eine sichere Stromversorgung mit erneuerbaren Energien (Änderung des Energiegesetzes und des Stromversorgungsgesetzes) | 45,4 %      | 68,7 %            |                  | ja       |
| 3.3.2024   | I                 | Eidgenössische Volksinitiative «Für eine sichere und nachhaltige Altersvorsorge» | 58,1 %      | 25,3 %            | 0 : 23           | nein     |
| 3.3.2024   | I                 | Eidgenössische Volksinitiative «Für ein besseres Leben im Alter (Initiative für eine 13. AHV-Rente)» | 58,3 %      | 58,2 %            | 15 : 8           | ja       |
| 18.6.2023  | F                 | Änderung vom 16. Dezember 2022 des Bundesgesetzes über die gesetzlichen Grundlagen für Verordnungen des Bundesrates zur Bewältigung der Covid-19-Epidemie (Covid-19-Gesetz) | 42,49 %     | 61,94 %           |                  | ja       |
| 18.6.2023  | O                 | Bundesbeschluss über eine besondere Besteuerung grosser Unternehmensgruppen (Umsetzung des OECD/G20-Projekts zur Besteuerung grosser Unternehmensgruppen) | 42,37 %     | 78,45 %           | 23 : 0           | ja       |
| 18.6.2023  | F                 | Bundesgesetz über die Ziele im Klimaschutz, die Innovation und die Stärkung der Energiesicherheit (KlG) | 42,54 %     | 59,07 %           |                  | ja       |
| 25.9.2022  | I                 | Eidgenössische Volksinitiative «Keine Massentierhaltung in der Schweiz (Massentierhaltungsinitiative)» | 52,27 %     | 37,14 %           | ½ : 22½          | nein     |
| 25.9.2022  | O                 | Eidgenössische Volksabstimmung über den Bundesbeschluss über die Zusatzfinanzierung der AHV durch eine Erhöhung der Mehrwertsteuer | 52,16 %     | 55,07 %           | 18 : 5           | ja       |
| 25.9.2022  | F                 | Eidgenössische Volksabstimmung über die Änderung des Bundesgesetzes über die Alters- und Hinterlassenenversicherung | 52,18 %     | 50,57 %           |                  | ja       |
| 25.9.2022  | F                 | Änderung des Bundesgesetzes über die Verrechnungssteuer | 51,7 %      | 47,99 %           |                  | nein     |
| 15.5.2022  | F                 | Änderung vom 1. Oktober 2021 des Bundesgesetzes über Filmproduktion und Filmkultur (Filmgesetz, FiG) | 40,03 %     | 58,42 %           |                  | ja       |
| 15.5.2022  | F                 | Änderung vom 1. Oktober 2021 des Bundesgesetzes über die Transplantation von Organen, Geweben und Zellen (Transplantationsgesetz) | 40,26 %     | 60,20 %           |                  | ja       |
| 15.5.2022  | F                 | Bundesbeschluss vom 1.Oktober 2021 über die Genehmigung und die Umsetzung des Notenaustausches zwischen der Schweiz und der EU betreffend die Übernahme der Verordnung (EU) 2019/1896 über die Europäische Grenz- und Küstenwache und zur Aufhebung der Verordnungen (EU) Nr. 1052/2013 und (EU) 2016/1624 (Weiterentwicklung des Schengen-Besitzstands) | 39,98 %     | 71,48 %           |                  | ja       |
| 13.2.2022  | I                 | Eidgenössische Volksinitiative «Ja zum Tier- und Menschenversuchsverbot – Ja zu Forschungswegen mit Impulsen für Sicherheit und Fortschritt» (Tierversuchsverbots-Initiative) | 44,19 %     | 20,92 %           | 0 : 23           | nein     |
| 13.2.2022  | I                 | Eidgenössische Volksinitiative «Ja zum Schutz der Kinder und Jugendlichen vor Tabakwerbung» | 44,23 %     | 56,61 %           | 15 : 8           | ja       |
| 13.2.2022  | F                 | Änderung vom 18. Juni 2021 des Bundesgesetzes über die Stempelabgaben | 44,02 %     | 37,33 %           |                  | nein     |
| 13.2.2022  | F                 | Bundesgesetz vom 18. Juni 2021 über ein Massnahmenpaket zugunsten der Medien (Mediengesetz) | 44,13 %     | 45,44 %           |                  | nein     |
| 28.11.2021 | I                 | Eidgenössische Volksinitiative «Für eine starke Pflege (Pflegeinitiative)» | 65,30 %     | 60,98 %           | 22½ : ½          | ja       |
| 28.11.2021 | I                 | Eidgenössische Volksinitiative «Bestimmung der Bundesrichterinnen und Bundesrichter im Losverfahren (Justiz-Initiative)» | 64,67 %     | 31,93 %           | 0 : 23           | nein     |
| 28.11.2021 | F                 | Änderung vom 19. März 2021 des Covid-19-Gesetzes | 65,72 %     | 62,02 %           |                  | ja       |
| 26.09.2021 | I                 | Eidgenössische Volksinitiative «Löhne entlasten, Kapital gerecht besteuern» (99%-Initiative) | 52,23 %     | 35,12 %           | 0 : 23           | nein     |
| 26.09.2021 | F                 | Änderung vom 18. Dezember 2020 des Schweizerischen Zivilgesetzbuches (Ehe für alle) | 52,60 %     | 64,10 %           |                  | ja       |
| 13.06.2021 | I                 | Eidgenössische Volksinitiative «Für sauberes Trinkwasser und gesunde Nahrung – Keine Subventionen für den Pestizid- und den prophylaktischen Antibiotika-Einsatz» | 59,78 %     | 39,31 %           | ½ : 22½          | nein     |
| 13.06.2021 | I                 | Eidgenössische Volksinitiative «Für eine Schweiz ohne synthetische Pestizide» | 59,76 %     | 39,44 %           | ½ : 22½          | nein     |
| 13.06.2021 | F                 | Bundesgesetz vom 25. September 2020 über die gesetzlichen Grundlagen für Verordnungen des Bundesrates zur Bewältigung der Covid-19-Epidemie (Covid-19-Gesetz) | 59,66 %     | 60,20 %           |                  | ja       |
| 13.06.2021 | F                 | Bundesgesetz vom 25. September 2020 über die Verminderung von Treibhausgasemissionen (CO2-Gesetz) | 59,70 %     | 48,41 %           |                  | nein     |
| 13.06.2021 | F                 | Bundesgesetz vom 25. September 2020 über polizeiliche Massnahmen zur Bekämpfung von Terrorismus (PMT) | 59,57 %     | 56,58 %           |                  | ja       |
| 07.03.2021 | I                 | Eidgenössische Volksinitiative «Ja zum Verhüllungsverbot» | 51,42 %     | 51,19 %           | 18½ : 4½         | ja       |
| 07.03.2021 | F                 | Bundesgesetz vom 27. September 2019 über elektronische Identifizierungsdienste (E-ID-Gesetz) | 51,29 %     | 35,64 %           |                  | nein     |
| 07.03.2021 | F                 | Bundesbeschluss vom 20. Dezember 2019 über die Genehmigung des «Umfassenden Wirtschaftspartnerschaftsabkommens zwischen den EFTA-Staaten und Indonesien» | 51,10 %     | 51,65 %           |                  | ja       |
| 29.11.2020 | I                 | Eidgenössische Volksinitiative «Für verantwortungsvolle Unternehmen – zum Schutz von Mensch und Umwelt» | 47,04 %     | 50,73 %           | 8½ : 14½         | nein     |
| 29.11.2020 | I                 | Eidgenössische Volksinitiative «Für ein Verbot der Finanzierung von Kriegsmaterialproduzenten» | 46,95 %     | 42,55 %           | 3½ : 19½         | nein     |
| 27.09.2020 | I                 | Eidgenössische Volksinitiative «Für eine massvolle Zuwanderung (Begrenzungsinitiative)» | 59,49 %     | 38,29 %           | 3½ : 19½         | nein     |
| 27.09.2020 | F                 | Änderung vom 27. September 2019 des Bundesgesetzes über die Jagd und den Schutz wildlebender Säugetiere und Vögel (Jagdgesetz) | 59,34 %     | 48,07 %           |                  | nein     |
| 27.09.2020 | F                 | Änderung vom 27. September 2019 des Bundesgesetzes über die direkte Bundessteuer (Steuerliche Berücksichtigung der Kinderdrittbetreuungskosten) | 59,21 %     | 36,76 %           |                  | nein     |
| 27.09.2020 | F                 | Änderung vom 27. September 2019 des Bundesgesetzes über den Erwerbsersatz für Dienstleistende und bei Mutterschaft (indirekter Gegenvorschlag zur Volksinitiative «Für einen vernünftigen Vaterschaftsurlaub – zum Nutzen der ganzen Familie») | 59,36 %     | 60,34 %           |                  | ja       |
| 27.09.2020 | F                 | Bundesbeschluss vom 20. Dezember 2019 über die Beschaffung neuer Kampfflugzeuge | 59,43 %     | 50,13 %           |                  | ja       |
| 09.02.2020 | I                 | Eidgenössische Volksinitiative «Mehr bezahlbare Wohnungen» | 41,68 %     | 42,95 %           | 4½ : 18½         | nein     |
| 09.02.2020 | F                 | Änderung vom 14. Dezember 2018 des Strafgesetzbuches und des Militärstrafgesetzes | 41,69 %     | 63,09 %           |                  | ja       |

### 2010–2019
Jahresübersichten: 2010 | 2011 | 2012 | 2013 | 2014 | 2015 | 2016 | 2017 | 2018 | 2019
| Datum      | Titel der Vorlage                                      | Titel der Vorlage | Beteiligung                                            | Anteil Ja-Stimmen                                      | Stände Ja : Nein                                       | Ergebnis                                               |
| ---------- | ------------------------------------------------------ | --- | ------------------------------------------------------ | ------------------------------------------------------ | ------------------------------------------------------ | ------------------------------------------------------ |
| 19.05.2019 | F                                                      | Bundesgesetz vom 28. September 2018 über die Steuerreform und die AHV-Finanzierung | 43,74 %                                                | 66,38 %                                                |                                                        | ja                                                     |
| 19.05.2019 | F                                                      | Bundesbeschluss vom 28. September 2018 über die Genehmigung und die Umsetzung des Notenaustauschs zwischen der Schweiz und der EU betreffend die Übernahme der Richtlinie (EU) 2017/853 zur Änderung der EU-Waffenrichtlinie (Weiterentwicklung des Schengen-Besitzstands) | 43,88 %                                                | 63,74 %                                                |                                                        | ja                                                     |
| 10.02.2019 | I                                                      | Eidgenössische Volksinitiative «Zersiedelung stoppen – für eine nachhaltige Siedlungsentwicklung (Zersiedelungsinitiative)» | 37,92 %                                                | 36,34 %                                                | 0 : 23                                                 | nein                                                   |
| 25.11.2018 | I                                                      | Eidgenössische Volksinitiative «Für die Würde der landwirtschaftlichen Nutztiere (Hornkuh-Initiative)» | 48,30 %                                                | 45,27 %                                                | 5 : 18                                                 | nein                                                   |
| 25.11.2018 | I                                                      | Eidgenössische Volksinitiative «Schweizer Recht statt fremde Richter (Selbstbestimmungsinitiative)» | 48,41 %                                                | 33,73 %                                                | 0 : 23                                                 | nein                                                   |
| 25.11.2018 | F                                                      | Änderung des Bundesgesetzes vom 16. März 2018 über den Allgemeinen Teil des Sozialversicherungsrechts (Gesetzliche Grundlage für die Überwachung von Versicherten). | 48,38 %                                                | 64,72 %                                                |                                                        | ja                                                     |
| 23.09.2018 | G                                                      | Bundesbeschluss vom 13. März 2018 über die Velowege sowie die Fuss- und Wanderwege (Gegenentwurf zur zurückgezogenen Volksinitiative «Zur Förderung der Velo-, Fuss- und Wanderwege (Velo-Initiative)»)                                                                    | 37,48 %                                                | 73,59 %                                                | 23 : 0                                                 | ja                                                     |
| 23.09.2018 | I                                                      | Eidgenössische Volksinitiative «Für gesunde sowie umweltfreundlich und fair hergestellte Lebensmittel (Fair-Food-Initiative)» | 37,52 %                                                | 38,70 %                                                | 4 : 19                                                 | nein                                                   |
| 23.09.2018 | I                                                      | Eidgenössische Volksinitiative «Für Ernährungssouveränität. Die Landwirtschaft betrifft uns alle» | 37,47 %                                                | 31,62 %                                                | 4 : 19                                                 | nein                                                   |
| 10.06.2018 | I                                                      | Eidgenössische Volksinitiative «Für krisensicheres Geld: Geldschöpfung allein durch die Nationalbank! (Vollgeld-Initiative)» | 34,55 %                                                | 24,28 %                                                | 0 : 23                                                 | nein                                                   |
| 10.06.2018 | F                                                      | Bundesgesetz vom 29. September 2017 über Geldspiele (Geldspielgesetz) | 34,52 %                                                | 72,94 %                                                |                                                        | ja                                                     |
| 04.03.2018 | O                                                      | Bundesbeschluss vom 16. Juni 2017 über die neue Finanzordnung 2021 | 53,87 %                                                | 84,11 %                                                | 23 : 0                                                 | ja                                                     |
| 04.03.2018 | I                                                      | Eidgenössische Volksinitiative «Ja zur Abschaffung der Radio- und Fernsehgebühren (Abschaffung der Billag-Gebühren)» | 54,84 %                                                | 28,44 %                                                | 0 : 23                                                 | nein                                                   |
| 24.09.2017 | G                                                      | Bundesbeschluss vom 14. März 2017 über die Ernährungssicherheit (Gegenentwurf zur zurückgezogenen Volksinitiative «Für Ernährungssicherheit») | 47,11 %                                                | 78,73 %                                                | 23 : 0                                                 | ja                                                     |
| 24.09.2017 | O                                                      | Bundesbeschluss vom 17. März 2017 über die Zusatzfinanzierung der AHV durch eine Erhöhung der Mehrwertsteuer | 47,39 %                                                | 49,95 %                                                | 9½ : 13½                                               | nein                                                   |
| 24.09.2017 | F                                                      | Bundesgesetz vom 17. März 2017 über die Reform der Altersvorsorge 2020 | 47,39 %                                                | 47,31 %                                                |                                                        | nein                                                   |
| 21.05.2017 | F                                                      | Energiegesetz vom 30. September 2016 | 42,89 %                                                | 58,22 %                                                |                                                        | ja                                                     |
| 12.02.2017 | O                                                      | Bundesbeschluss vom 30. September 2016 über die erleichterte Einbürgerung von Personen der dritten Ausländergeneration | 46,84 %                                                | 60,41 %                                                | 17 : 6                                                 | ja                                                     |
| 12.02.2017 | O                                                      | Bundesbeschluss vom 30. September 2016 über die Schaffung eines Fonds für die Nationalstrassen und den Agglomerationsverkehr | 46,62 %                                                | 61,95 %                                                | 23 : 0                                                 | ja                                                     |
| 12.02.2017 | F                                                      | Unternehmenssteuerreformgesetz III | 46,61 %                                                | 40,92 %                                                |                                                        | nein                                                   |
| 27.11.2016 | I                                                      | Eidgenössische Volksinitiative «Für den geordneten Ausstieg aus der Atomenergie (Atomausstiegsinitiative)» | 45,38 %                                                | 45,80 %                                                | 5 : 17                                                 | nein                                                   |
| 25.09.2016 | I                                                      | Eidgenössische Volksinitiative «Für eine nachhaltige und ressourceneffiziente Wirtschaft (Grüne Wirtschaft)» | 43,00 %                                                | 36,43 %                                                | 1 : 22                                                 | nein                                                   |
| 25.09.2016 | I                                                      | Eidgenössische Volksinitiative «AHVplus: für eine starke AHV» | 43,13 %                                                | 40,60 %                                                | 5 : 18                                                 | nein                                                   |
| 25.09.2016 | F                                                      | Bundesgesetz vom 25. September 2015 über den Nachrichtendienst (Nachrichtendienstgesetz) | 42,94 %                                                | 65,51 %                                                |                                                        | ja                                                     |
| 05.06.2016 | I                                                      | Eidgenössische Volksinitiative «Pro Service public» | 46,77 %                                                | 32,38 %                                                | 0 : 23                                                 | nein                                                   |
| 05.06.2016 | I                                                      | Eidgenössische Volksinitiative «Für ein bedingungsloses Grundeinkommen» | 46,95 %                                                | 23,06 %                                                | 0 : 23                                                 | nein                                                   |
| 05.06.2016 | I                                                      | Eidgenössische Volksinitiative «Für eine faire Verkehrsfinanzierung» | 46,78 %                                                | 29,22 %                                                | 0 : 23                                                 | nein                                                   |
| 05.06.2016 | F                                                      | Änderung des Bundesgesetzes über die medizinisch unterstützte Fortpflanzung (Fortpflanzungsmedizingesetz) | 46,68 %                                                | 62,42 %                                                |                                                        | ja                                                     |
| 05.06.2016 | F                                                      | Änderung vom 25. September 2015 des Asylgesetzes | 46,79 %                                                | 66,78 %                                                |                                                        | ja                                                     |
| 28.02.2016 | I                                                      | Eidgenössische Volksinitiative «Für Ehe und Familie – gegen die Heiratsstrafe» | 63,25 %                                                | 49,16 %                                                | 16½ : 6½                                               | nein                                                   |
| 28.02.2016 | I                                                      | Eidgenössische Volksinitiative «Zur Durchsetzung der Ausschaffung krimineller Ausländer (Durchsetzungsinitiative)» | 63,73 %                                                | 41,15 %                                                | 4½ : 18½                                               | nein                                                   |
| 28.02.2016 | I                                                      | Eidgenössische Volksinitiative «Keine Spekulation mit Nahrungsmitteln!» | 62,91 %                                                | 40,07 %                                                | 1½ : 21½                                               | nein                                                   |
| 28.02.2016 | F                                                      | Änderung des Bundesgesetzes über den Strassentransitverkehr im Alpengebiet (Sanierung Gotthard-Strassentunnel) | 63,47 %                                                | 57,01 %                                                |                                                        | ja                                                     |
| 14.06.2015 | O                                                      | Bundesbeschluss vom 19. September 2013 über die Änderung der Verfassungsbestimmung zur Fortpflanzungsmedizin und Gentechnologie im Humanbereich | 43,51 %                                                | 61,93 %                                                | 18½ : 4½                                               | ja                                                     |
| 14.06.2015 | I                                                      | Eidgenössische Volksinitiative «Stipendieninitiative» | 43,45 %                                                | 27,46 %                                                | 0 : 23                                                 | nein                                                   |
| 14.06.2015 | I                                                      | Eidgenössische Volksinitiative «Millionen-Erbschaften besteuern für unsere AHV (Erbschaftssteuerreform)» | 43,71 %                                                | 28,96 %                                                | 0 : 23                                                 | nein                                                   |
| 14.06.2015 | F                                                      | Änderung vom 26. September 2014 des Bundesgesetzes über Radio und Fernsehen | 43,65 %                                                | 50,08 %                                                |                                                        | ja                                                     |
| 08.03.2015 | I                                                      | Eidgenössische Volksinitiative «Familien stärken! Steuerfreie Kinder- und Ausbildungszulagen» | 42,07 %                                                | 24,58 %                                                | 0 : 23                                                 | nein                                                   |
| 08.03.2015 | I                                                      | Eidgenössische Volksinitiative «Energie- statt Mehrwertsteuer» | 42,06 %                                                | 08,03 %                                                | 0 : 23                                                 | nein                                                   |
| 30.11.2014 | I                                                      | Eidgenössische Volksinitiative «Schluss mit den Steuerprivilegien für Millionäre (Abschaffung der Pauschalbesteuerung)» | 49,91 %                                                | 40,80 %                                                | 1 : 22                                                 | nein                                                   |
| 30.11.2014 | I                                                      | Eidgenössische Volksinitiative «Stopp der Überbevölkerung – zur Sicherung der natürlichen Lebensgrundlagen» | 49,98 %                                                | 25,90 %                                                | 0 : 23                                                 | nein                                                   |
| 30.11.2014 | I                                                      | Eidgenössische Volksinitiative «Rettet unser Schweizer Gold (Gold-Initiative)» | 49,81 %                                                | 22,72 %                                                | 0 : 23                                                 | nein                                                   |
| 28.09.2014 | I                                                      | Eidgenössische Volksinitiative «Schluss mit der MwSt-Diskriminierung des Gastgewerbes!» | 46,96 %                                                | 28,48 %                                                | 0 : 23                                                 | nein                                                   |
| 28.09.2014 | I                                                      | Eidgenössische Volksinitiative «Für eine öffentliche Krankenkasse» | 47,18 %                                                | 38,16 %                                                | 4 : 19                                                 | nein                                                   |
| 18.05.2014 | G                                                      | Bundesbeschluss vom 19. September 2013 über die medizinische Grundversorgung (direkter Gegenentwurf zur Volksinitiative «Ja zur Hausarztmedizin») | 55,85 %                                                | 88,07 %                                                | 23 : 0                                                 | ja                                                     |
| 18.05.2014 | I                                                      | Eidgenössische Volksinitiative «Pädophile sollen nicht mehr mit Kindern arbeiten dürfen» | 56,18 %                                                | 63,53 %                                                | 23 : 0                                                 | ja                                                     |
| 18.05.2014 | I                                                      | Eidgenössische Volksinitiative «Für den Schutz fairer Löhne (Mindestlohn-Initiative)» | 56,36 %                                                | 23,73 %                                                | 0 : 23                                                 | nein                                                   |
| 18.05.2014 | F                                                      | Bundesgesetz vom 27. September 2013 über den Fonds zur Beschaffung des Kampfflugzeugs Gripen (Gripen-Fonds-Gesetz) | 56,33 %                                                | 46,59 %                                                |                                                        | nein                                                   |
| 09.02.2014 | G                                                      | Bundesbeschluss vom 20. Juni 2013 über die Finanzierung und den Ausbau der Eisenbahninfrastruktur (direkter Gegenentwurf zur Volksinitiative «Für den öffentlichen Verkehr»)                                                                                               | 56,24 %                                                | 62,02 %                                                | 22 : 1                                                 | ja                                                     |
| 09.02.2014 | I                                                      | Eidgenössische Volksinitiative «Abtreibungsfinanzierung ist Privatsache – Entlastung der Krankenversicherung durch Streichung der Kosten des Schwangerschaftsabbruchs aus der obligatorischen Grundversicherung»                                                           | 56,42 %                                                | 30,18 %                                                | ½ : 22½                                                | nein                                                   |
| 09.02.2014 | I                                                      | Eidgenössische Volksinitiative «Gegen Masseneinwanderung» | 56,57 %                                                | 50,33 %                                                | 14½ : 8½                                               | ja                                                     |
| 24.11.2013 | I                                                      | Eidgenössische Volksinitiative «1:12 – Für gerechte Löhne» | 53,63 %                                                | 34,70 %                                                | 0 : 23                                                 | nein                                                   |
| 24.11.2013 | I                                                      | Eidgenössische Volksinitiative «Familieninitiative: Steuerabzüge auch für Eltern, die ihre Kinder selber betreuen» | 53,59 %                                                | 41,53 %                                                | 2½ : 20½                                               | nein                                                   |
| 24.11.2013 | F                                                      | Änderung vom 22. März 2013 des Bundesgesetzes über die Abgabe für die Benützung von Nationalstrassen (Nationalstrassenabgabegesetz) | 53,61 %                                                | 39,54 %                                                |                                                        | nein                                                   |
| 22.09.2013 | I                                                      | Eidgenössische Volksinitiative «Ja zur Aufhebung der Wehrpflicht» | 46,99 %                                                | 26,79 %                                                | 0 : 23                                                 | nein                                                   |
| 22.09.2013 | F                                                      | Bundesgesetz vom 28. September 2012 über die Bekämpfung übertragbarer Krankheiten des Menschen (Epidemiengesetz) | 46,76 %                                                | 60,00 %                                                |                                                        | ja                                                     |
| 22.09.2013 | F                                                      | Änderung vom 14. Dezember 2012 des Bundesgesetzes über die Arbeit in Industrie, Gewerbe und Handel (Arbeitsgesetz) | 46,77 %                                                | 55,79 %                                                |                                                        | ja                                                     |
| 09.06.2013 | I                                                      | Eidgenössische Volksinitiative «Volkswahl des Bundesrates» | 39,43 %                                                | 23,66 %                                                | 0 : 23                                                 | nein                                                   |
| 09.06.2013 | F                                                      | Änderung vom 28. September 2012 des Asylgesetzes (Dringliche Änderungen des Asylgesetzes) | 39,52 %                                                | 78,45 %                                                |                                                        | ja                                                     |
| 03.03.2013 | O                                                      | Bundesbeschluss vom 15. Juni 2012 über die Familienpolitik | 46,61 %                                                | 54,35 %                                                | 10 : 13                                                | nein                                                   |
| 03.03.2013 | I                                                      | Eidgenössische Volksinitiative «gegen die Abzockerei» | 46,74 %                                                | 67,96 %                                                | 23 : 0                                                 | ja                                                     |
| 03.03.2013 | F                                                      | Änderung vom 15. Juni 2012 des Bundesgesetzes über die Raumplanung (Raumplanungsgesetz) | 45,51 %                                                | 62,89 %                                                |                                                        | ja                                                     |
| 25.11.2012 | F                                                      | Änderung vom 16. März 2012 des Tierseuchengesetzes | 27,60 %                                                | 68,28 %                                                |                                                        | ja                                                     |
| 23.09.2012 | G                                                      | Bundesbeschluss vom 15. März 2012 über die Jugendmusikförderung (Gegenentwurf zur Volksinitiative «jugend + musik») | 42,41 %                                                | 72,69 %                                                | 20 6/2 : 0                                             | ja                                                     |
| 23.09.2012 | I                                                      | Eidgenössische Volksinitiative «Sicheres Wohnen im Alter» | 42,53 %                                                | 47,39 %                                                | 9½ : 13½                                               | nein                                                   |
| 23.09.2012 | I                                                      | Eidgenössische Volksinitiative «Schutz vor Passivrauchen» | 42,81 %                                                | 34,01 %                                                | 1 : 22                                                 | nein                                                   |
| 17.06.2012 | I                                                      | Eidgenössische Volksinitiative «Eigene vier Wände dank Bausparen» | 38,53 %                                                | 31,09 %                                                | 0 : 23                                                 | nein                                                   |
| 17.06.2012 | I                                                      | Eidgenössische Volksinitiative «Für die Stärkung der Volksrechte in der Aussenpolitik (Staatsverträge vors Volk!)» | 38,53 %                                                | 24,72 %                                                | 0 : 23                                                 | nein                                                   |
| 17.06.2012 | F                                                      | Änderung vom 30. September 2011 des Bundesgesetzes über die Krankenversicherung (Managed Care) | 38,65 %                                                | 23,95 %                                                |                                                        | nein                                                   |
| 11.03.2012 | I                                                      | Eidgenössische Volksinitiative «Schluss mit uferlosem Bau von Zweitwohnungen!» | 45,18 %                                                | 50,63 %                                                | 13½ : 9½                                               | ja                                                     |
| 11.03.2012 | I                                                      | Eidgenössische Volksinitiative «für ein steuerlich begünstigtes Bausparen zum Erwerb von selbst genutztem Wohneigentum und zur Finanzierung von baulichen Energiespar- und Umweltschutzmassnahmen (Bauspar-Initiative)»                                                    | 44,99 %                                                | 44,19 %                                                | 4½ : 18½                                               | nein                                                   |
| 11.03.2012 | I                                                      | Eidgenössische Volksinitiative «6 Wochen Ferien für alle» | 45,42 %                                                | 33,50 %                                                | 0 : 23                                                 | nein                                                   |
| 11.03.2012 | G                                                      | Bundesbeschluss vom 29. September 2011 über die Regelung der Geldspiele zugunsten gemeinnütziger Zwecke (Gegenentwurf zur Volksinitiative «Für Geldspiele im Dienste des Gemeinwohls»)                                                                                     | 44,77 %                                                | 87,09 %                                                | 23 : 0                                                 | ja                                                     |
| 11.03.2012 | F                                                      | Bundesgesetz vom 18. März 2011 über die Buchpreisbindung | 44,86 %                                                | 43,92 %                                                |                                                        | nein                                                   |
| 13.02.2011 | I                                                      | Eidgenössische Volksinitiative «Für den Schutz vor Waffengewalt» | 49,12 %                                                | 43,70 %                                                | 5½ : 17½                                               | nein                                                   |
| 28.11.2010 | I                                                      | Eidgenössische Volksinitiative «Für die Ausschaffung krimineller Ausländer (Ausschaffungsinitiative)» | 52,93 %                                                | 52,27 %                                                | 17½ : 5½                                               | ja                                                     |
| 28.11.2010 | G                                                      | Bundesbeschluss vom 10. Juni 2010 über die Aus- und Wegweisung krimineller Ausländerinnen und Ausländer im Rahmen der Bundesverfassung (Gegenentwurf zur Volksinitiative «Für die Ausschaffung krimineller Ausländer»)                                                     | 52,93 %                                                | 44,64 %                                                | 0 : 23                                                 | nein                                                   |
| 28.11.2010 | S                                                      | Stichfrage (Im Falle eines doppelten Ja: 50,37 % für den Gegenentwurf und 15 : 8 Stände für die Volksinitiative; aufgrund der Prozentsummenregelung wäre bei einem «doppelten Ja» die Volksinitiative in Kraft getreten)                                                   | 52,93 %                                                |                                                        |                                                        |                                                        |
| 28.11.2010 | I                                                      | Eidgenössische Volksinitiative «Für faire Steuern. Stopp dem Missbrauch beim Steuerwettbewerb (Steuergerechtigkeits-Initiative)» | 52,36 %                                                | 41,54 %                                                | 3½ : 19½                                               | nein                                                   |
| 26.09.2010 | F                                                      | Änderung vom 19. März 2010 des Bundesgesetzes über die obligatorische Arbeitslosenversicherung und die Insolvenzentschädigung (Arbeitslosenversicherungsgesetz) | 35,84 %                                                | 53,42 %                                                |                                                        | ja                                                     |
| 07.03.2010 | F                                                      | Änderung vom 19. Dezember 2008 des Bundesgesetzes über die berufliche Alters-, Hinterlassenen- und Invalidenvorsorge (Mindestumwandlungssatz) | 45,72 %                                                | 27,27 %                                                |                                                        | nein                                                   |
| 07.03.2010 | I                                                      | Eidgenössische Volksinitiative «Gegen Tierquälerei und für einen besseren Rechtsschutz der Tiere (Tierschutzanwalt-Initiative)» | 45,82 %                                                | 29,50 %                                                | 0 : 23                                                 | nein                                                   |
| 07.03.2010 | O                                                      | Bundesbeschluss vom 25. September 2009 zu einem Verfassungsartikel über die Forschung am Menschen | 45,49 %                                                | 77,21 %                                                | 23 : 0                                                 | ja                                                     |
| 01.02.2010 | Einführung des bedingten Rückzugs von Volksinitiativen | Einführung des bedingten Rückzugs von Volksinitiativen | Einführung des bedingten Rückzugs von Volksinitiativen | Einführung des bedingten Rückzugs von Volksinitiativen | Einführung des bedingten Rückzugs von Volksinitiativen | Einführung des bedingten Rückzugs von Volksinitiativen |

### 2000–2009
Jahresübersichten: 2000 | 2001 | 2002 | 2003 | 2004 | 2005 | 2006 | 2007 | 2008 | 2009
| Datum      | Titel der Vorlage                                     | Titel der Vorlage | Beteiligung                                           | Anteil Ja-Stimmen                                     | Stände Ja : Nein                                      | Ergebnis                                              |
| ---------- | ----------------------------------------------------- | --- | ----------------------------------------------------- | ----------------------------------------------------- | ----------------------------------------------------- | ----------------------------------------------------- |
| 29.11.2009 | O                                                     | Bundesbeschluss vom 3. Oktober 2008 zur Schaffung einer Spezialfinanzierung für Aufgaben im Luftverkehr | 52,63 %                                               | 64,99 %                                               | 23 : 0                                                | ja                                                    |
| 29.11.2009 | I                                                     | Eidgenössische Volksinitiative «Für ein Verbot von Kriegsmaterial-Exporten» | 53,39 %                                               | 31,77 %                                               | 0 : 23                                                | nein                                                  |
| 29.11.2009 | I                                                     | Eidgenössische Volksinitiative «Gegen den Bau von Minaretten» | 53,76 %                                               | 57,50 %                                               | 19½ : 3½                                              | ja                                                    |
| 27.09.2009 | O                                                     | Bundesbeschluss vom 13. Juni 2008 über eine befristete Zusatzfinanzierung der Invalidenversicherung durch Anhebung der Mehrwertsteuersätze, geändert durch den Bundesbeschluss vom 12. Juni 2009 über die Änderung dieses Beschlusses | 41,01 %                                               | 54,56 %                                               | 12 : 11                                               | ja                                                    |
| 27.09.2009 | O                                                     | Bundesbeschluss vom 19. Dezember 2008 über den Verzicht auf die Einführung der allgemeinen Volksinitiative | 40,43 %                                               | 67,88 %                                               | 23 : 0                                                | ja                                                    |
| 17.05.2009 | F                                                     | Bundesbeschluss vom 13. Juni 2008 über die Genehmigung und die Umsetzung des Notenaustauschs zwischen der Schweiz und der Europäischen Gemeinschaft betreffend die Übernahme der Verordnung (EG) Nr. 2252/2004 über biometrische Pässe und Reisedokumente (Weiterentwicklung des Schengen-Besitzstands)                                                                              | 38,77 %                                               | 50,15 %                                               |                                                       | ja                                                    |
| 17.05.2009 | G                                                     | Verfassungsartikel vom 3. Oktober 2008 «Zukunft mit Komplementärmedizin» | 38,80 %                                               | 67,03 %                                               | 23 : 0                                                | ja                                                    |
| 08.02.2009 | F                                                     | Bundesbeschluss vom 13. Juni 2008 über die Genehmigung der Weiterführung des Freizügigkeitsabkommens zwischen der Schweiz und der Europäischen Gemeinschaft und ihren Mitgliedstaaten sowie über die Genehmigung und die Umsetzung des Protokolls über die Ausdehnung des Freizügigkeitsabkommens auf Bulgarien und Rumänien                                                         | 51,44 %                                               | 59,61 %                                               |                                                       | ja                                                    |
| 30.11.2008 | I                                                     | Eidgenössische Volksinitiative «Für die Unverjährbarkeit pornografischer Straftaten an Kindern» | 47,52 %                                               | 51,87 %                                               | 18 : 5                                                | ja                                                    |
| 30.11.2008 | I                                                     | Eidgenössische Volksinitiative «für ein flexibles AHV-Alter» | 47,64 %                                               | 41,38 %                                               | 4 : 19                                                | nein                                                  |
| 30.11.2008 | I                                                     | Eidgenössische Volksinitiative «Verbandsbeschwerderecht: Schluss mit der Verhinderungspolitik – Mehr Wachstum für die Schweiz!» | 47,22 %                                               | 34,00 %                                               | 0 : 23                                                | nein                                                  |
| 30.11.2008 | I                                                     | Eidgenössische Volksinitiative «für eine vernünftige Hanf-Politik mit wirksamem Jugendschutz» | 47,34 %                                               | 36,75 %                                               | 0 : 23                                                | nein                                                  |
| 30.11.2008 | F                                                     | Änderung vom 20. März 2008 des Bundesgesetzes über die Betäubungsmittel und die psychotropen Stoffe (Betäubungsmittelgesetz) | 47,14 %                                               | 68,08 %                                               |                                                       | ja                                                    |
| 01.06.2008 | I                                                     | Eidgenössische Volksinitiative «Volkssouveränität statt Behördenpropaganda» | 44,85 %                                               | 24,80 %                                               | 0 : 23                                                | nein                                                  |
| 01.06.2008 | I                                                     | Eidgenössische Volksinitiative «für demokratische Einbürgerungen» | 45,18 %                                               | 36,25 %                                               | 1 : 22                                                | nein                                                  |
| 01.06.2008 | G                                                     | Verfassungsartikel vom 21. Dezember 2007 «für Qualität und Wirtschaftlichkeit in der Krankenversicherung» | 44,81 %                                               | 30,52 %                                               | 0 : 23                                                | nein                                                  |
| 24.02.2008 | I                                                     | Eidgenössische Volksinitiative «Gegen Kampfjetlärm in Tourismusgebieten» | 38,74 %                                               | 31,92 %                                               | 0 : 23                                                | nein                                                  |
| 24.02.2008 | F                                                     | Bundesgesetz vom 23. März 2007 über die Verbesserung der steuerlichen Rahmenbedingungen für unternehmerische Tätigkeiten und Investitionen (Unternehmenssteuerreformgesetz II) | 38,62 %                                               | 50,53 %                                               |                                                       | ja                                                    |
| 17.06.2007 | F                                                     | Änderung vom 6. Oktober 2006 des Bundesgesetzes über die Invalidenversicherung | 36,20 %                                               | 59,09 %                                               |                                                       | ja                                                    |
| 11.03.2007 | I                                                     | Eidgenössische Volksinitiative «Für eine soziale Einheitskrankenkasse» | 45,95 %                                               | 28,76 %                                               | 2 : 21                                                | nein                                                  |
| 26.11.2006 | F                                                     | Bundesgesetz vom 24. März 2006 über die Zusammenarbeit mit den Staaten Osteuropas | 44,98 %                                               | 53,42 %                                               |                                                       | ja                                                    |
| 26.11.2006 | F                                                     | Bundesgesetz vom 24. März 2006 über die Familienzulagen (Familienzulagengesetz) | 45,01 %                                               | 67,98 %                                               |                                                       | ja                                                    |
| 24.09.2006 | I                                                     | Eidgenössische Volksinitiative «Nationalbankgewinne für die AHV» | 48,75 %                                               | 41,74 %                                               | 2½ : 20½                                              | nein                                                  |
| 24.09.2006 | F                                                     | Bundesgesetz vom 16. Dezember 2005 über die Ausländerinnen und Ausländer | 48,91 %                                               | 67,97 %                                               |                                                       | ja                                                    |
| 24.09.2006 | F                                                     | Änderung vom 16. Dezember 2005 des Asylgesetzes | 48,91 %                                               | 67,75 %                                               |                                                       | ja                                                    |
| 21.05.2006 | O                                                     | Bundesbeschluss vom 16. Dezember 2005 über die Neuordnung der Verfassungsbestimmungen zur Bildung | 27,80 %                                               | 85,58 %                                               | 23 : 0                                                | ja                                                    |
| 27.11.2005 | I                                                     | Bundesbeschluss über die Volksinitiative «für Lebensmittel aus gentechnikfreier Landwirtschaft» | 42,24 %                                               | 55,67 %                                               | 23 : 0                                                | ja                                                    |
| 27.11.2005 | F                                                     | Bundesgesetz über die Arbeit in Industrie, Gewerbe und Handel (Arbeitsgesetz) | 42,31 %                                               | 50,64 %                                               |                                                       | ja                                                    |
| 25.09.2005 | F                                                     | Bundesbeschluss über die Genehmigung und Umsetzung des Protokolls über die Ausdehnung des Freizügigkeitsabkommens auf die neuen EG-Mitgliedstaaten zwischen der Schweizerischen Eidgenossenschaft einerseits und der Europäischen Gemeinschaft und ihren Mitgliedstaaten andererseits sowie über die Genehmigung der Revision der flankierenden Massnahmen zur Personenfreizügigkeit | 54,51 %                                               | 55,98 %                                               |                                                       | ja                                                    |
| 05.06.2005 | F                                                     | Bundesbeschluss vom 17. Dezember 2004 über die Genehmigung und die Umsetzung der bilateralen Abkommen zwischen der Schweiz und der EU über die Assoziierung an Schengen und an Dublin | 56,63 %                                               | 54,63 %                                               |                                                       | ja                                                    |
| 05.06.2005 | F                                                     | Bundesgesetz vom 18. Juni 2004 über die eingetragene Partnerschaft gleichgeschlechtlicher Paare (Partnerschaftsgesetz) | 56,51 %                                               | 58,04 %                                               |                                                       | ja                                                    |
| 28.11.2004 | O                                                     | Bundesbeschluss vom 3. Oktober 2003 zur Neugestaltung des Finanzausgleichs und der Aufgabenteilung zwischen Bund und Kantonen | 36,85 %                                               | 64,37 %                                               | 20½ : 2½                                              | ja                                                    |
| 28.11.2004 | O                                                     | Bundesbeschluss vom 19. März 2004 über eine neue Finanzordnung | 36,83 %                                               | 73,81 %                                               | 22 : 1                                                | ja                                                    |
| 28.11.2004 | F                                                     | Bundesgesetz vom 19. Dezember 2003 über die Forschung an embryonalen Stammzellen (Stammzellenforschungsgesetz) | 37,02 %                                               | 66,39 %                                               |                                                       | ja                                                    |
| 26.09.2004 | O                                                     | Bundesbeschluss vom 3. Oktober 2003 über die ordentliche Einbürgerung sowie über die erleichterte Einbürgerung junger Ausländerinnen und Ausländer der zweiten Generation | 53,82 %                                               | 43,23 %                                               | 5½ : 17½                                              | nein                                                  |
| 26.09.2004 | O                                                     | Bundesbeschluss vom 3. Oktober 2003 über den Bürgerrechtserwerb von Ausländerinnen und Ausländern der dritten Generation | 53,83 %                                               | 48,37 %                                               | 6½ : 16½                                              | nein                                                  |
| 26.09.2004 | I                                                     | Eidgenössische Volksinitiative vom 26. April 2002 «Postdienste für alle» | 53,53 %                                               | 49,77 %                                               | 9½ : 13½                                              | nein                                                  |
| 26.09.2004 | F                                                     | Änderung vom 3. Oktober 2003 des Bundesgesetzes über die Erwerbsersatzordnung für Dienstleistende in Armee, Zivildienst und Zivilschutz (Erwerbsersatzgesetz) | 53,80 %                                               | 55,45 %                                               |                                                       | ja                                                    |
| 16.05.2004 | F                                                     | Änderung vom 3. Oktober 2003 des Bundesgesetzes über die Alters- und Hinterlassenenversicherung (11. AHV-Revision) | 50,82 %                                               | 32,10 %                                               |                                                       | nein                                                  |
| 16.05.2004 | O                                                     | Bundesbeschluss vom 3. Oktober 2003 über die Finanzierung der AHV/IV durch Anhebung der Mehrwertsteuersätze | 50,83 %                                               | 31,42 %                                               | 0 : 23                                                | nein                                                  |
| 16.05.2004 | F                                                     | Bundesgesetz vom 20. Juni 2003 über die Änderung von Erlassen im Bereich der Ehe- und Familienbesteuerung, der Wohneigentumsbesteuerung und der Stempelabgaben | 50,84 %                                               | 34,12 %                                               |                                                       | nein                                                  |
| 08.02.2004 | G                                                     | Gegenentwurf der Bundesversammlung vom 3. Oktober 2003 zur Volksinitiative «Avanti – für sichere und leistungsfähige Autobahnen» | 45,58 %                                               | 37,20 %                                               | 0 : 23                                                | nein                                                  |
| 08.02.2004 | F                                                     | Änderung vom 13. Dezember 2002 des Obligationenrechts (Miete) | 45,42 %                                               | 35,93 %                                               |                                                       | nein                                                  |
| 08.02.2004 | I                                                     | Eidgenössische Volksinitiative vom 3. Mai 2000 «Lebenslange Verwahrung für nicht therapierbare, extrem gefährliche Sexual- und Gewaltstraftäter» | 45,53 %                                               | 56,19 %                                               | 21½ : 1½                                              | ja                                                    |
| 01.08.2003 | Ausdehnung des fakultativen Staatsvertragsreferendums | Ausdehnung des fakultativen Staatsvertragsreferendums | Ausdehnung des fakultativen Staatsvertragsreferendums | Ausdehnung des fakultativen Staatsvertragsreferendums | Ausdehnung des fakultativen Staatsvertragsreferendums | Ausdehnung des fakultativen Staatsvertragsreferendums |
| 18.05.2003 | F                                                     | Bundesgesetz über die Armee und die Militärverwaltung (Militärgesetz, MG), Änderung | 49,55 %                                               | 76,04 %                                               |                                                       | ja                                                    |
| 18.05.2003 | F                                                     | Bundesgesetz über den Bevölkerungsschutz und den Zivilschutz (Bevölkerungs- und Zivilschutzgesetz) | 49,50 %                                               | 80,56 %                                               |                                                       | ja                                                    |
| 18.05.2003 | I                                                     | Eidgenössische Volksinitiative «Ja zu fairen Mieten» | 49,58 %                                               | 32,73 %                                               | 1 : 22                                                | nein                                                  |
| 18.05.2003 | I                                                     | Eidgenössische Volksinitiative «für einen autofreien Sonntag pro Jahreszeit – ein Versuch für vier Jahre (Sonntags-Initiative)» | 49,80 %                                               | 37,65 %                                               | 0 : 23                                                | nein                                                  |
| 18.05.2003 | I                                                     | Eidgenössische Volksinitiative «Gesundheit muss bezahlbar bleiben (Gesundheitsinitiative)» | 49,67 %                                               | 27,09 %                                               | 0 : 23                                                | nein                                                  |
| 18.05.2003 | I                                                     | Eidgenössische Volksinitiative «Gleiche Rechte für Behinderte» | 49,69 %                                               | 37,67 %                                               | 3 : 20                                                | nein                                                  |
| 18.05.2003 | I                                                     | Eidgenössische Volksinitiative «Strom ohne Atom – Für eine Energiewende und schrittweise Stilllegung der Atomkraftwerke» | 49,71 %                                               | 33,71 %                                               | ½ : 22½                                               | nein                                                  |
| 18.05.2003 | I                                                     | Eidgenössische Volksinitiative «Moratorium Plus – Für die Verlängerung des Atomkraftwerk-Baustopps und die Begrenzung des Atomrisikos» | 49,59 %                                               | 41,60 %                                               | 1 : 22                                                | nein                                                  |
| 18.05.2003 | I                                                     | Eidgenössische Volksinitiative «für ein ausreichendes Berufsbildungsangebot (Lehrstellen-Initiative)» | 49,56 %                                               | 31,61 %                                               | 0 : 23                                                | nein                                                  |
| 09.02.2003 | O                                                     | Bundesbeschluss über die Änderung der Volksrechte | 28,69 %                                               | 70,35 %                                               | 23 : 0                                                | ja                                                    |
| 09.02.2003 | F                                                     | Bundesgesetz über die Anpassung der kantonalen Beiträge für die innerkantonalen stationären Behandlungen nach dem Bundesgesetz über die Krankenversicherung | 28,69 %                                               | 77,36 %                                               |                                                       | ja                                                    |
| 24.11.2002 | I                                                     | Eidgenössische Volksinitiative «gegen Asylrechtsmissbrauch» | 48,12 %                                               | 49,91 %                                               | 12½ : 10½                                             | nein                                                  |
| 24.11.2002 | F                                                     | Änderung des Bundesgesetzes über die obligatorische Arbeitslosenversicherung und die Insolvenzentschädigung (Arbeitslosenversicherungsgesetz) | 47,82 %                                               | 56,09 %                                               |                                                       | ja                                                    |
| 22.09.2002 | I                                                     | Eidgenössische Volksinitiative «Überschüssige Goldreserven in den AHV-Fonds (Goldinitiative)» | 45,17 %                                               | 46,37 %                                               | 6 : 17                                                | nein                                                  |
| 22.09.2002 | G                                                     | «Gold für AHV, Kantone und Stiftung» (Gegenentwurf zur Volksinitiative «Überschüssige Goldreserven in den AHV-Fonds») | 45,17 %                                               | 48,22 %                                               | 6½ : 16½                                              | nein                                                  |
| 22.09.2002 | S                                                     | Stichfrage (im Falle eines doppelten Ja: 51,70% und 15 : 8 Stände für den Gegenentwurf) | 45,17 %                                               |                                                       |                                                       |                                                       |
| 22.09.2002 | F                                                     | Elektrizitätsmarktgesetz | 44,79 %                                               | 47,42 %                                               |                                                       | nein                                                  |
| 02.06.2002 | F                                                     | Änderung des Schweizerischen Strafgesetzbuches (Schwangerschaftsabbruch) | 41,81 %                                               | 72,15 %                                               |                                                       | ja                                                    |
| 02.06.2002 | I                                                     | Eidgenössische Volksinitiative «für Mutter und Kind – für den Schutz des ungeborenen Kindes und für die Hilfe an seine Mutter in Not» | 41,69 %                                               | 18,25 %                                               | 0 : 23                                                | nein                                                  |
| 03.03.2002 | I                                                     | Eidgenössische Volksinitiative «für den Beitritt der Schweiz zur Organisation der Vereinten Nationen (UNO)» | 58,44 %                                               | 54,61 %                                               | 12 : 11                                               | ja                                                    |
| 03.03.2002 | I                                                     | Eidgenössische Volksinitiative «für eine kürzere Arbeitszeit» | 58,26 %                                               | 25,37 %                                               | 0 : 23                                                | nein                                                  |
| 02.12.2001 | O                                                     | Bundesbeschluss über eine Schuldenbremse | 37,82 %                                               | 84,74 %                                               | 23 : 0                                                | ja                                                    |
| 02.12.2001 | I                                                     | Eidgenössische Volksinitiative «für eine gesicherte AHV – Energie statt Arbeit besteuern!» | 37,85 %                                               | 22,86 %                                               | 0 : 3                                                 | nein                                                  |
| 02.12.2001 | I                                                     | Eidgenössische Volksinitiative «für eine glaubwürdige Sicherheitspolitik und eine Schweiz ohne Armee» | 37,93 %                                               | 21,90 %                                               | 0 : 23                                                | nein                                                  |
| 02.12.2001 | I                                                     | Eidgenössische Volksinitiative «Solidarität schafft Sicherheit: Für einen freiwilligen Zivilen Friedensdienst (ZFD)» | 37,86 %                                               | 23,21 %                                               | 0 : 23                                                | nein                                                  |
| 02.12.2001 | I                                                     | Eidgenössische Volksinitiative «für eine Kapitalgewinnsteuer» | 37,85 %                                               | 34,11 %                                               | 0 : 23                                                | nein                                                  |
| 10.06.2001 | F                                                     | Änderung vom 6. Oktober 2000 des Bundesgesetzes über die Armee und die Militärverwaltung (Militärgesetz) (Bewaffnung) | 42,52 %                                               | 50,99 %                                               |                                                       | ja                                                    |
| 10.06.2001 | F                                                     | Änderung vom 6. Oktober 2000 des Bundesgesetzes über die Armee und die Militärverwaltung (Militärgesetz) (Ausbildungszusammenarbeit) | 42,5 %                                                | 51,14 %                                               |                                                       | ja                                                    |
| 10.06.2001 | O                                                     | Bundesbeschluss vom 15. Dezember 2000 über die Aufhebung der Genehmigungspflicht für die Errichtung von Bistümern | 42,05 %                                               | 64,20 %                                               | 23 : 0                                                | ja                                                    |
| 04.03.2001 | I                                                     | Eidgenössische Volksinitiative «Ja zu Europa» | 55,79 %                                               | 23,15 %                                               | 0 : 23                                                | nein                                                  |
| 04.03.2001 | I                                                     | Eidgenössische Volksinitiative «für tiefere Arzneimittelpreise» | 55,70 %                                               | 30,85 %                                               | 0 : 23                                                | nein                                                  |
| 04.03.2001 | I                                                     | Eidgenössische Volksinitiative «für mehr Verkehrssicherheit durch Tempo 30 innerorts mit Ausnahmen (Strassen für alle)» | 55,79 %                                               | 20,30 %                                               | 0 : 23                                                | nein                                                  |
| 26.11.2000 | I                                                     | Eidgenössische Volksinitiative «für eine Flexibilisierung der AHV – gegen die Erhöhung des Rentenalters für Frauen» | 41,66 %                                               | 39,47 %                                               | 6 : 17                                                | nein                                                  |
| 26.11.2000 | I                                                     | Eidgenössische Volksinitiative «für ein flexibles Rentenalter ab 62 für Frau und Mann» | 41,71 %                                               | 46,54 %                                               | 7 : 16                                                | nein                                                  |
| 26.11.2000 | I                                                     | Eidgenössische Volksinitiative «Sparen beim Militär und der Gesamtverteidigung – für mehr Frieden und zukunftsgerichtete Arbeitsplätze (Umverteilungsinitiative)» | 41,71 %                                               | 37,62 %                                               | 4 : 19                                                | nein                                                  |
| 26.11.2000 | I                                                     | Eidgenössische Volksinitiative «für tiefere Spitalkosten» | 41,66 %                                               | 17,89 %                                               | 0 : 23                                                | nein                                                  |
| 26.11.2000 | F                                                     | Bundespersonalgesetz | 41,53 %                                               | 66,83 %                                               |                                                       | ja                                                    |
| 24.09.2000 | I                                                     | Eidgenössische Volksinitiative «für einen Solarrappen (Solar-Initiative)» | 44,70 %                                               | 31,26 %                                               | 0 : 23                                                | nein                                                  |
| 24.09.2000 | G                                                     | Verfassungsartikel über eine Förderabgabe für erneuerbare Energien (Gegenentwurf zur Volksinitiative «für einen Solarrappen (Solar-Initiative)») | 44,70 %                                               | 45,28 %                                               | 4½ : 18½                                              | nein                                                  |
| 24.09.2000 | S                                                     | Stichfrage (im Falle eines doppelten Ja: 65,44 % und 23 : 0 Stände für den Gegenentwurf) | 44,70 %                                               |                                                       |                                                       |                                                       |
| 24.09.2000 | G                                                     | Verfassungsartikel über eine Energielenkungsabgabe für die Umwelt (Gegenentwurf zur zurückgezogenen «Energie-Umwelt-Initiative») | 44,89 %                                               | 44,51 %                                               | 2½ : 20½                                              | nein                                                  |
| 24.09.2000 | I                                                     | Eidgenössische Volksinitiative «für eine Regelung der Zuwanderung» | 45,26 %                                               | 36,20 %                                               | 0 : 23                                                | nein                                                  |
| 24.09.2000 | I                                                     | Eidgenössische Volksinitiative «Mehr Rechte für das Volk dank dem Referendum mit Gegenvorschlag (Konstruktives Referendum)» | 44,8 %                                                | 34,10 %                                               | 0 : 23                                                | nein                                                  |
| 21.05.2000 | F                                                     | Bundesbeschluss über die Genehmigung der sektoriellen Abkommen zwischen der Schweizerischen Eidgenossenschaft einerseits und der Europäischen Gemeinschaft sowie gegebenenfalls ihren Mitgliedstaaten oder der Europäischen Atomgemeinschaft andererseits | 48,3 %                                                | 67,19 %                                               |                                                       | ja                                                    |
| 12.03.2000 | O                                                     | Bundesbeschluss über die Reform der Justiz | 41,92 %                                               | 86,36 %                                               | 23 : 0                                                | ja                                                    |
| 12.03.2000 | I                                                     | Eidgenössische Volksinitiative «für die Beschleunigung der direkten Demokratie (Behandlungsfristen für Volksinitiativen in Form eines ausgearbeiteten Entwurfs)» | 42,1 %                                                | 30,0 %                                                | 0 : 23                                                | nein                                                  |
| 12.03.2000 | I                                                     | Eidgenössische Volksinitiative «für eine gerechte Vertretung der Frauen in den Bundesbehörden (Initiative 3. März)» | 42,18 %                                               | 17,97 %                                               | 0 : 23                                                | nein                                                  |
| 12.03.2000 | I                                                     | Eidgenössische Volksinitiative «zum Schutze des Menschen vor Manipulationen in der Fortpflanzungstechnologie (Initiative für menschenwürdige Fortpflanzung)» | 42,2 %                                                | 28,24 %                                               | 0 : 23                                                | nein                                                  |
| 12.03.2000 | I                                                     | Eidgenössische Volksinitiative «für die Halbierung des motorisierten Strassenverkehrs zur Erhaltung und Verbesserung von Lebensräumen (Verkehrshalbierungs-Initiative)» | 42,37 %                                               | 21,33 %                                               | 0 : 23                                                | nein                                                  |

### 1990–1999
Jahresübersichten: 1990 | 1991 | 1992 | 1993 | 1994 | 1995 | 1996 | 1997 | 1998 | 1999
| Datum      | Titel der Vorlage | Titel der Vorlage | Beteiligung | Anteil Ja-Stimmen | Stände Ja : Nein | Ergebnis |
| ---------- | ----------------- | --- | ----------- | ----------------- | ---------------- | -------- |
| 13.06.1999 | F                 | Asylgesetz | 45,58 %     | 70,59 %           |                  | ja       |
| 13.06.1999 | F                 | Bundesbeschluss über dringliche Massnahmen im Asyl- und Ausländerbereich | 45,62 %     | 70,84 %           |                  | ja       |
| 13.06.1999 | F                 | Bundesbeschluss über die ärztliche Verschreibung von Heroin | 45,74 %     | 54,42 %           |                  | ja       |
| 13.06.1999 | F                 | Bundesgesetz über die Invalidenversicherung | 45,64 %     | 30,29 %           |                  | nein     |
| 13.06.1999 | F                 | Bundesgesetz über die Mutterschaftsversicherung | 45,94 %     | 38,99 %           |                  | nein     |
| 18.04.1999 | O                 | Bundesbeschluss über eine neue Bundesverfassung | 35,89 %     | 59,16 %           | 13 : 10          | ja       |
| 07.02.1999 | O                 | Bundesbeschluss über die Änderung der Voraussetzungen für die Wählbarkeit in den Bundesrat | 38,01 %     | 74,67 %           | 21 : 2           | ja       |
| 07.02.1999 | O                 | Bundesbeschluss betreffend die Verfassungsbestimmung über die Transplantationsmedizin | 37,98 %     | 87,77 %           | 23 : 0           | ja       |
| 07.02.1999 | I                 | Eidgenössische Volksinitiative «Wohneigentum für alle» | 38,18 %     | 41,32 %           | 3 : 20           | nein     |
| 07.02.1999 | F                 | Bundesgesetz über die Raumplanung, Änderung vom 20. März 1998 | 37,96 %     | 55,94 %           |                  | ja       |
| 29.11.1998 | O                 | Bundesbeschluss über Bau und Finanzierung von Infrastrukturvorhaben des öffentlichen Verkehrs | 38,31 %     | 63,50 %           | 20½ : 2½         | ja       |
| 29.11.1998 | O                 | Bundesbeschluss über einen befristet geltenden, neuen Getreideartikel | 38,03 %     | 79,43 %           | 23 : 0           | ja       |
| 29.11.1998 | I                 | Eidgenössische Volksinitiative «für eine vernünftige Drogenpolitik» | 38,37 %     | 26,01 %           | 0 : 23           | nein     |
| 29.11.1998 | F                 | Bundesgesetz über die Arbeit in Industrie, Gewerbe und Handel (Arbeitsgesetz) | 38,11 %     | 63,38 %           |                  | ja       |
| 27.09.1998 | F                 | Bundesgesetz über eine leistungsabhängige Schwerverkehrsabgabe (Schwerverkehrsabgabegesetz) | 51,80 %     | 57,20 %           |                  | ja       |
| 27.09.1998 | I                 | Eidgenössische Volksinitiative «für preisgünstige Nahrungsmittel und ökologische Bauernhöfe» | 51,57 %     | 23,00 %           | 0 : 23           | nein     |
| 27.09.1998 | I                 | Eidgenössische Volksinitiative «für die 10. AHV-Revision ohne Erhöhung des Rentenalters» | 51,62 %     | 41,48 %           | 5 : 18           | nein     |
| 07.06.1998 | O                 | Bundesbeschluss über Massnahmen zum Haushaltsausgleich | 40,92 %     | 70,70 %           | 23 : 0           | ja       |
| 07.06.1998 | I                 | Eidgenössische Volksinitiative «zum Schutz von Leben und Umwelt vor Genmanipulation (Gen-Schutz-Initiative)»                                                                                     | 41,32 %     | 33,29 %           | 0 : 23           | nein     |
| 07.06.1998 | I                 | Eidgenössische Volksinitiative «S.o.S. – Schweiz ohne Schnüffelpolizei» | 40,99 %     | 24,59 %           | 0 : 23           | nein     |
| 28.09.1997 | F                 | Bundesbeschluss vom 13. Dezember 1996 über die Finanzierung der Arbeitslosenversicherung | 40,63 %     | 49,18 %           |                  | nein     |
| 28.09.1997 | I                 | Eidgenössische Volksinitiative «Jugend ohne Drogen» | 40,83 %     | 29,34 %           | 0 : 23           | nein     |
| 08.06.1997 | I                 | Eidgenössische Volksinitiative «EU-Beitrittsverhandlungen vors Volk!» | 35,44 %     | 25,95 %           | 0 : 23           | nein     |
| 08.06.1997 | I                 | Eidgenössische Volksinitiative «für ein Verbot der Kriegsmaterialausfuhr» | 35,47 %     | 22,50 %           | 0 : 23           | nein     |
| 08.06.1997 | O                 | Bundesbeschluss über die Aufhebung des Pulverregals | 35,25 %     | 82,18 %           | 23 : 0           | ja       |
| 01.12.1996 | I                 | Eidgenössische Volksinitiative «gegen die illegale Einwanderung» | 46,75 %     | 46,34 %           | 11 : 12          | nein     |
| 01.12.1996 | F                 | Bundesgesetz über die Arbeit in Industrie, Gewerbe und Handel (Arbeitsgesetz), Änderung vom 22. März 1996                                                                                        | 46,72 %     | 32,97 %           |                  | nein     |
| 09.06.1996 | G                 | Gegenentwurf der Bundesversammlung vom 21. Dezember 1995 zur Volksinitiative «Bauern und Konsumenten – für eine naturnahe Landwirtschaft»                                                        | 31,42 %     | 77,59 %           | 23 : 0           | ja       |
| 09.06.1996 | F                 | Regierungs- und Verwaltungsorganisationsgesetz vom 6. Oktober 1995 | 31,34 %     | 39,39 %           |                  | nein     |
| 10.03.1996 | O                 | Bundesbeschluss über die Revision des Sprachenartikels in der Bundesverfassung (Art. 116 BV) | 31,03 %     | 76,17 %           | 23 : 0           | ja       |
| 10.03.1996 | O                 | Bundesbeschluss über den Übertritt der bernischen Gemeinde Vellerat zum Kanton Jura | 30,98 %     | 91,64 %           | 23 : 0           | ja       |
| 10.03.1996 | O                 | Bundesbeschluss über die Aufhebung der kantonalen Zuständigkeit im Bereich der persönlichen Ausrüstung der Armeeangehörigen                                                                      | 31,02 %     | 43,70 %           | 3 : 20           | nein     |
| 10.03.1996 | O                 | Bundesbeschluss über die Aufhebung der Pflicht zum Ankauf von Brennapparaten und zur Übernahme von Branntwein                                                                                    | 30,92 %     | 80,80 %           | 23 : 0           | ja       |
| 10.03.1996 | O                 | Bundesbeschluss über die Aufhebung der Bundesbeiträge an Bahnhofparkplatzanlagen | 30,97 %     | 53,95 %           | 14 : 9           | ja       |
| 25.06.1995 | F                 | Bundesgesetz über die Alters- und Hinterlassenenversicherung, Änderung vom 7. Oktober 1994 | 40,41 %     | 60,78 %           |                  | ja       |
| 25.06.1995 | I                 | Eidgenössische Volksinitiative «zum Ausbau von AHV und IV» | 40,34 %     | 27,63 %           | 0 : 23           | nein     |
| 25.06.1995 | F                 | Bundesgesetz über den Erwerb von Grundstücken durch Personen im Ausland, Änderung vom 7. Oktober 1994                                                                                            | 40,34 %     | 46,44 %           |                  | nein     |
| 12.03.1995 | G                 | Bundesbeschluss über die Volksinitiative «für eine umweltgerechte und leistungsfähige bäuerliche Landwirtschaft» (Gegenentwurf)                                                                  | 37,93 %     | 49,12 %           | 9 : 14           | nein     |
| 12.03.1995 | F                 | Milchwirtschaftsbeschluss 1988, Änderung vom 18. März 1994 | 37,93 %     | 36,54 %           |                  | nein     |
| 12.03.1995 | F                 | Landwirtschaftsgesetz, Änderung vom 8. Oktober 1993 | 37,91 %     | 33,56 %           |                  | nein     |
| 12.03.1995 | O                 | Bundesbeschluss über eine Ausgabenbremse | 37,86 %     | 83,38 %           | 23 : 0           | ja       |
| 04.12.1994 | F                 | Bundesgesetz über die Krankenversicherung | 43,77 %     | 51,80 %           |                  | ja       |
| 04.12.1994 | I                 | Eidgenössische Volksinitiative «für eine gesunde Krankenversicherung» | 43,75 %     | 23,45 %           | 0 : 23           | nein     |
| 04.12.1994 | F                 | Bundesgesetz über Zwangsmassnahmen im Ausländerrecht | 43,81 %     | 72,91 %           |                  | ja       |
| 25.09.1994 | O                 | Bundesbeschluss über die Aufhebung der Verbilligung von inländischem Brotgetreide aus Zolleinnahmen                                                                                              | 45,5 %      | 64,59 %           | 23 : 0           | ja       |
| 25.09.1994 | F                 | Schweizerisches Strafgesetzbuch, Militärstrafgesetz, Änderung vom 18. Juni 1993 | 45,90 %     | 54,65 %           |                  | ja       |
| 12.06.1994 | O                 | Bundesbeschluss über einen Kulturförderungsartikel in der Bundesverfassung (Art. 27septies BV)                                                                                                   | 46,61 %     | 50,98 %           | 11 : 12          | nein     |
| 12.06.1994 | O                 | Bundesbeschluss über die Revision der Bürgerrechtsregelung in der Bundesverfassung (Erleichterte Einbürgerung für junge Ausländer)                                                               | 46,75 %     | 52,84 %           | 10 : 13          | nein     |
| 12.06.1994 | F                 | Bundesgesetz über schweizerische Truppen für friedenserhaltende Operationen | 46,77 %     | 42,77 %           |                  | nein     |
| 20.02.1994 | O                 | Bundesbeschluss über die Weiterführung der Nationalstrassenabgabe | 40,83 %     | 68,48 %           | 21 : 2           | ja       |
| 20.02.1994 | O                 | Bundesbeschluss über die Weiterführung der Schwerverkehrsabgabe | 40,81 %     | 72,23 %           | 23 : 0           | ja       |
| 20.02.1994 | O                 | Bundesbeschluss über die Einführung einer leistungs- oder verbrauchsabhängigen Schwerverkehrsabgabe                                                                                              | 40,79 %     | 67,15 %           | 21 : 2           | ja       |
| 20.02.1994 | I                 | Eidgenössische Volksinitiative «zum Schutze des Alpengebietes vor dem Transitverkehr» | 40,86 %     | 51,91 %           | 16 : 7           | ja       |
| 20.02.1994 | F                 | Luftfahrtgesetz, Änderung vom 18. Juni 1993 | 40,66 %     | 61,07 %           |                  | ja       |
| 28.11.1993 | O                 | Bundesbeschluss über die Finanzordnung | 45,40 %     | 66,66 %           | 22 : 1           | ja       |
| 28.11.1993 | O                 | Bundesbeschluss über einen Beitrag zur Gesundung der Bundesfinanzen | 45,38 %     | 57,72 %           | 18 : 5           | ja       |
| 28.11.1993 | O                 | Bundesbeschluss über Massnahmen zur Erhaltung der Sozialversicherung | 45,38 %     | 62,59 %           | 22 : 1           | ja       |
| 28.11.1993 | O                 | Bundesbeschluss über besondere Verbrauchssteuern | 45,38 %     | 60,65 %           | 20 : 3           | ja       |
| 28.11.1993 | I                 | Eidgenössische Volksinitiative «zur Verminderung der Alkoholprobleme» | 45,49 %     | 25,26 %           | 0 : 23           | nein     |
| 28.11.1993 | I                 | Eidgenössische Volksinitiative «zur Verminderung der Tabakprobleme» | 45,5 %      | 25,52 %           | 0 : 23           | nein     |
| 26.09.1993 | O                 | Bundesbeschluss gegen den Waffenmissbrauch | 39,84 %     | 86,27 %           | 23 : 0           | ja       |
| 26.09.1993 | O                 | Bundesbeschluss über den Anschluss des bernischen Amtsbezirks Laufen an den Kanton Basel-Landschaft                                                                                              | 39,50 %     | 75,16 %           | 23 : 0           | ja       |
| 26.09.1993 | I                 | Eidgenössische Volksinitiative «für einen arbeitsfreien Bundesfeiertag (1. August-Initiative)»                                                                                                   | 39,88 %     | 83,77 %           | 23 : 0           | ja       |
| 26.09.1993 | F                 | Bundesbeschluss über befristete Massnahmen gegen die Kostensteigerung in der Krankenversicherung                                                                                                 | 39,77 %     | 80,55 %           |                  | ja       |
| 26.09.1993 | F                 | Bundesbeschluss über Massnahmen in der Arbeitslosenversicherung | 39,74 %     | 70,40 %           |                  | ja       |
| 06.06.1993 | I                 | Eidgenössische Volksinitiative «40 Waffenplätze sind genug – Umweltschutz auch beim Militär» | 55,58 %     | 44,71 %           | 7 : 16           | nein     |
| 06.06.1993 | I                 | Eidgenössische Volksinitiative «für eine Schweiz ohne neue Kampfflugzeuge» | 55,58 %     | 42,81 %           | 4 : 19           | nein     |
| 07.03.1993 | F                 | Bundesgesetz über die Erhöhung des Treibstoffzolles vom 9. Oktober 1992 | 51,27 %     | 54,51 %           |                  | ja       |
| 07.03.1993 | O                 | Bundesbeschluss über die Aufhebung des Spielbankenverbots | 51,25 %     | 72,45 %           | 23 : 0           | ja       |
| 07.03.1993 | I                 | Eidgenössische Volksinitiative «zur Abschaffung der Tierversuche» | 51,22 %     | 27,77 %           | 0 : 23           | nein     |
| 06.12.1992 | O                 | Bundesbeschluss über den Europäischen Wirtschaftsraum (EWR) | 78,73 %     | 49,66 %           | 7 : 16           | nein     |
| 27.09.1992 | F                 | Bundesbeschluss über den Bau der schweizerischen Eisenbahn-Alpentransversale (Alpentransit-Beschluss)                                                                                            | 45,90 %     | 63,61 %           |                  | ja       |
| 27.09.1992 | F                 | Bundesgesetz über den Geschäftsverkehr der Bundesversammlung sowie über die Form, die Bekanntmachung und das Inkrafttreten ihrer Erlasse (Geschäftsverkehrsgesetz), Änderung vom 4. Oktober 1991 | 45,40 %     | 58,01 %           |                  | ja       |
| 27.09.1992 | F                 | Bundesgesetz über die Stempelabgaben, Änderung vom 4. Oktober 1991 | 45,66 %     | 61,47 %           |                  | ja       |
| 27.09.1992 | F                 | Bundesgesetz über das bäuerliche Bodenrecht | 45,65 %     | 53,57 %           |                  | ja       |
| 27.09.1992 | F                 | Bundesgesetz über die Bezüge der Mitglieder der eidgenössischen Räte und über die Beiträge an die Fraktionen (Entschädigungsgesetz), Änderung vom 4. Oktober 1991                                | 45,54 %     | 27,58 %           |                  | nein     |
| 27.09.1992 | F                 | Bundesgesetz über die Beiträge an die Infrastrukturkosten der Fraktionen und der Mitglieder der eidgenössischen Räte (Infrastrukturgesetz)                                                       | 45,47 %     | 30,59 %           |                  | nein     |
| 17.05.1992 | F                 | Bundesbeschluss über den Beitritt der Schweiz zu den Institutionen von Bretton Woods | 38,81 %     | 55,84 %           |                  | ja       |
| 17.05.1992 | F                 | Bundesgesetz über die Mitwirkung der Schweiz an den Institutionen von Bretton Woods | 38,81 %     | 56,42 %           |                  | ja       |
| 17.05.1992 | F                 | Bundesgesetz über den Schutz der Gewässer (Gewässerschutzgesetz) | 39,22 %     | 66,08 %           |                  | ja       |
| 17.05.1992 | G                 | Gegenentwurf der Bundesversammlung zur Volksinitiative «gegen Missbräuche der Fortpflanzungs- und Gentechnologie beim Menschen»                                                                  | 39,20 %     | 73,83 %           | 22 : 1           | ja       |
| 17.05.1992 | O                 | Bundesbeschluss über die Einführung eines Zivildienstes für Dienstverweigerer | 39,22 %     | 85,52 %           | 23 : 0           | ja       |
| 17.05.1992 | F                 | Schweizerisches Strafgesetzbuch, Militärstrafgesetz (Strafbare Handlungen gegen die sexuelle Integrität), Änderung vom 21. Juni 1991                                                             | 39,15 %     | 73,11 %           |                  | ja       |
| 17.05.1992 | I                 | Eidgenössische Volksinitiative «zur Rettung unserer Gewässer» | 39,22 %     | 37,06 %           | 0 : 23           | nein     |
| 16.02.1992 | I                 | Eidgenössische Volksinitiative «für eine finanziell tragbare Krankenversicherung (Krankenkasseninitiative)»                                                                                      | 44,40 %     | 39,27 %           | 1 : 22           | nein     |
| 16.02.1992 | I                 | Eidgenössische Volksinitiative «zur drastischen und schrittweisen Einschränkung der Tierversuche (Weg vom Tierversuch!)»                                                                         | 44,50 %     | 43,63 %           | 3½ : 19½         | nein     |
| 02.06.1991 | O                 | Bundesbeschluss über die Neuordnung der Bundesfinanzen | 33,27 %     | 45,65 %           | 2½ : 20½         | nein     |
| 02.06.1991 | F                 | Militärstrafgesetz, Änderung vom 5. Oktober 1990 | 33,31 %     | 55,68 %           |                  | ja       |
| 03.03.1991 | O                 | Bundesbeschluss vom 5. Oktober 1990 über die Herabsetzung des Stimm- und Wahlrechtsalters auf 18 Jahre                                                                                           | 31,29 %     | 72,75 %           | 23 : 0           | ja       |
| 03.03.1991 | I                 | Eidgenössische Volksinitiative «zur Förderung des öffentlichen Verkehrs» | 31,23 %     | 37,15 %           | 1½ : 21½         | nein     |
| 23.09.1990 | I                 | Eidgenössische Volksinitiative «für den Ausstieg aus der Atomenergie» | 40,41 %     | 47,13 %           | 7 : 16           | nein     |
| 23.09.1990 | I                 | Eidgenössische Volksinitiative «Stopp dem Atomkraftwerkbau (Moratorium)» | 40,43 %     | 54,52 %           | 19½ : 3½         | ja       |
| 23.09.1990 | O                 | Bundesbeschluss vom 6. Oktober 1989 über den Energieartikel in der Bundesverfassung | 40,34 %     | 71,10 %           | 23:0             | ja       |
| 23.09.1990 | F                 | Bundesgesetz über den Strassenverkehr, Änderung vom 6. Oktober 1989 | 40,29 %     | 52,80 %           |                  | ja       |
| 01.04.1990 | I                 | Eidgenössische Volksinitiative «Stopp dem Beton – für eine Begrenzung des Strassenbaus!» | 41,13 %     | 28,51 %           | 0 : 23           | nein     |
| 01.04.1990 | I                 | Eidgenössische Volksinitiative «für eine autobahnfreie Landschaft zwischen Murten und Yverdon»                                                                                                   | 41,09 %     | 32,72 %           | 0 : 23           | nein     |
| 01.04.1990 | I                 | Eidgenössische Volksinitiative «für ein autobahnfreies Knonauer Amt» | 41,13 %     | 31,37 %           | 0 : 23           | nein     |
| 01.04.1990 | I                 | Eidgenössische Volksinitiative «für eine freie Aarelandschaft zwischen Biel und Solothurn/Zuchwil» (Kleeblatt-Initiative)                                                                        | 41,06 %     | 34,04 %           | 0 : 23           | nein     |
| 01.04.1990 | F                 | Bundesbeschluss vom 23. Juni 1989 über den Rebbau | 40,81 %     | 46,66 %           |                  | nein     |
| 01.04.1990 | O                 | Bundesgesetz über die Organisation der Bundesrechtspflege, Änderung vom 23. Juni 1989 | 40,41 %     | 47,36 %           |                  | nein     |

### 1980–1989
Jahresübersichten: 1980 | 1981 | 1982 | 1983 | 1984 | 1985 | 1986 | 1987 | 1988 | 1989
| Datum      | Titel der Vorlage | Titel der Vorlage | Beteiligung | Anteil Ja-Stimmen | Stände Ja : Nein | Ergebnis |
| ---------- | ----------------- | --- | ----------- | ----------------- | ---------------- | -------- |
| 26.11.1989 | I                 | Eidgenössische Volksinitiative «für eine Schweiz ohne Armee und für eine umfassende Friedenspolitik»                                                                  | 69,18 %     | 35,59 %           | 2 : 21           | nein     |
| 26.11.1989 | I                 | Eidgenössische Volksinitiative «pro Tempo 130/100» | 69,15 %     | 38,02 %           | 6 : 17           | nein     |
| 04.06.1989 | I                 | Eidgenössische Volksinitiative «für ein naturnahes Bauern – gegen Tierfabriken (Kleinbauern-Initiative)»                                                              | 35,95 %     | 48,95 %           | 8 : 15           | nein     |
| 04.12.1988 | I                 | Eidgenössische «Stadt-Land-Initiative gegen die Bodenspekulation» | 52,83 %     | 30,78 %           | 0 : 23           | nein     |
| 04.12.1988 | I                 | Eidgenössische Volksinitiative «zur Herabsetzung der Arbeitszeit» | 52,86 %     | 34,27 %           | 2 : 21           | nein     |
| 04.12.1988 | I                 | Eidgenössische Volksinitiative «für die Begrenzung der Einwanderung»                                                                                                  | 52,84 %     | 32,70 %           | 0 : 23           | nein     |
| 12.06.1988 | O                 | Bundesbeschluss vom 20. März 1987 über die Verfassungsgrundlagen für eine koordinierte Verkehrspolitik                                                                | 41,91 %     | 45,51 %           | 4 : 19           | nein     |
| 12.06.1988 | I                 | Eidgenössische Volksinitiative «zur Herabsetzung des AHV-Rentenalters auf 62 Jahre für Männer und 60 Jahre für Frauen»                                                | 42,04 %     | 35,12 %           | 2 : 21           | nein     |
| 06.12.1987 | F                 | Bundesbeschluss vom 19. Dezember 1986 betreffend das Konzept BAHN 2000                                                                                                | 47,68 %     | 56,99 %           |                  | ja       |
| 06.12.1987 | I                 | Eidgenössische Volksinitiative «zum Schutz der Moore – Rothenthurm-Initiative»                                                                                        | 47,66 %     | 57,76 %           | 20 : 3           | ja       |
| 06.12.1987 | F                 | Bundesgesetz über die Krankenversicherung, Änderung vom 20. März 1987                                                                                                 | 47,65 %     | 28,72 %           |                  | nein     |
| 05.04.1987 | F                 | Asylgesetz, Änderung vom 20. Juni 1986 | 42,38 %     | 67,34 %           |                  | ja       |
| 05.04.1987 | F                 | Bundesgesetz über Aufenthalt und Niederlassung der Ausländer, Änderung vom 20. Juni 1986                                                                              | 42,24 %     | 65,71 %           |                  | ja       |
| 05.04.1987 | I                 | Eidgenössische Volksinitiative «für die Mitsprache des Volkes bei Militärausgaben (Rüstungsreferendum)»                                                               | 42,41 %     | 40,56 %           | 2½ : 20½         | nein     |
| 05.04.1987 | O                 | Bundesbeschluss vom 19. Dezember 1986 über das Abstimmungsverfahren bei Volksinitiativen mit Gegenentwurf                                                             | 42,25 %     | 63,27 %           | 21 : 2           | ja       |
| 07.12.1986 | G                 | Bundesbeschluss vom 21. März 1986 über die Volksinitiative «für Mieterschutz» (Gegenentwurf)                                                                          | 34,70 %     | 64,37 %           | 18½ : 4½         | ja       |
| 07.12.1986 | I                 | Eidgenössische Volksinitiative «für eine gerechte Belastung des Schwerverkehrs (Schwerverkehrsabgabe)»                                                                | 34,74 %     | 33,87 %           | 0 : 23           | nein     |
| 28.09.1986 | I                 | Bundesbeschluss vom 20. Dezember 1985 über die «Eidgenössische Kulturinitiative»                                                                                      | 34,74 %     | 16,66 %           | 0 : 23           | nein     |
| 28.09.1986 | G                 | Gegenentwurf zur «Eidgenössischen Kulturinitiative» | 34,74 %     | 39,30 %           | 0 : 23           | nein     |
| 28.09.1986 | I                 | Eidgenössische Volksinitiative «für eine gesicherte Berufsbildung und Umschulung»                                                                                     | 34,81 %     | 18,38 %           | 0 : 23           | nein     |
| 28.09.1986 | F                 | Bundesbeschluss über die inländische Zuckerwirtschaft, Änderung vom 21. Juni 1985                                                                                     | 34,90 %     | 38,16 %           |                  | nein     |
| 16.03.1986 | O                 | Bundesbeschluss vom 14. Dezember 1984 über den Beitritt der Schweiz zur Organisation der Vereinten Nationen                                                           | 50,72 %     | 24,33 %           | 0 : 23           | nein     |
| 01.12.1985 | I                 | Eidgenössische Volksinitiative «für die Abschaffung der Vivisektion»                                                                                                  | 37,97 %     | 29,47 %           | 0 : 23           | nein     |
| 22.09.1985 | G                 | Bundesbeschluss vom 5. Oktober 1984 über die Volksinitiative «für die Koordination des Schuljahresbeginns in allen Kantonen» (Gegenentwurf)                           | 41,00 %     | 58,85 %           | 16 : 7           | ja       |
| 22.09.1985 | F                 | Bundesbeschluss vom 5. Oktober 1984 über die Innovationsrisikogarantie zugunsten von kleinen und mittleren Unternehmen                                                | 40,86 %     | 43,11 %           |                  | nein     |
| 22.09.1985 | F                 | Schweizerisches Zivilgesetzbuch (Wirkungen der Ehe im Allgemeinen, Ehegüterrecht und Erbrecht), Änderung vom 5. Oktober 1984                                          | 41,09 %     | 54,72 %           |                  | ja       |
| 09.06.1985 | I                 | Eidgenössische Volksinitiative «Recht auf Leben» | 35,72 %     | 30,96 %           | 5½ : 17½         | nein     |
| 09.06.1985 | O                 | Bundesbeschluss vom 5. Oktober 1984 über die Aufhebung des Kantonsanteiles am Reinertrag der Stempelabgaben                                                           | 35,24 %     | 66,52 %           | 22 : 1           | ja       |
| 09.06.1985 | O                 | Bundesbeschluss vom 5. Oktober 1984 über die Neuverteilung des Reinertrages aus der fiskalischen Belastung gebrannter Wasser                                          | 35,25 %     | 72,31 %           | 22 : 1           | ja       |
| 09.06.1985 | O                 | Bundesbeschluss vom 14. Dezember 1984 über die Aufhebung der Unterstützung für die Selbstversorgung mit Brotgetreide                                                  | 35,31 %     | 57,04 %           | 18½ : 4½         | ja       |
| 10.03.1985 | O                 | Bundesbeschluss vom 5. Oktober 1984 über die Aufhebung der Beiträge für den Primarschulunterricht                                                                     | 34,38 %     | 58,47 %           | 18 : 5           | ja       |
| 10.03.1985 | O                 | Bundesbeschluss vom 5. Oktober 1984 über die Aufhebung der Beitragspflicht des Bundes im Gesundheitswesen                                                             | 34,77 %     | 52,99 %           | 13 : 10          | ja       |
| 10.03.1985 | O                 | Bundesbeschluss vom 5. Oktober 1984 über die Ausbildungsbeiträge | 34,77 %     | 47,63 %           | 8½ : 14½         | nein     |
| 10.03.1985 | I                 | Eidgenössische Volksinitiative «für eine Verlängerung der bezahlten Ferien (Ferien-Initiative)»                                                                       | 34,97 %     | 34,78 %           | 2 : 21           | nein     |
| 02.12.1984 | I                 | Eidgenössische Volksinitiative «für einen wirksamen Schutz der Mutterschaft»                                                                                          | 37,63 %     | 15,78 %           | 0 : 23           | nein     |
| 02.12.1984 | O                 | Bundesbeschluss vom 23. Juni 1984 über einen Radio- und Fernsehartikel                                                                                                | 37,54 %     | 68,74 %           | 23 : 0           | ja       |
| 02.12.1984 | G                 | Bundesbeschluss vom 22. Juni 1984 über die Volksinitiative «zur Entschädigung der Opfer von Gewaltverbrechen» (Gegenentwurf)                                          | 37,61 %     | 82,09 %           | 23 : 0           | ja       |
| 23.09.1984 | I                 | Eidgenössische Volksinitiative «für eine Zukunft ohne weitere Atomkraftwerke»                                                                                         | 41,65 %     | 45,03 %           | 6 : 17           | nein     |
| 23.09.1984 | I                 | Eidgenössische Volksinitiative «für eine sichere, sparsame und umweltgerechte Energieversorgung»                                                                      | 41,61 %     | 45,77 %           | 6 : 17           | nein     |
| 20.05.1984 | I                 | Eidgenössische Volksinitiative «gegen den Missbrauch des Bankgeheimnisses und der Bankenmacht»                                                                        | 42,52 %     | 26,96 %           | 0 : 23           | nein     |
| 20.05.1984 | I                 | Eidgenössische Volksinitiative «gegen den Ausverkauf der Heimat» | 42,47 %     | 48,92 %           | 8½ : 14½         | nein     |
| 26.02.1984 | O                 | Bundesbeschluss vom 24. Juni 1983 über die Erhebung einer Schwerverkehrsabgabe                                                                                        | 52,75 %     | 58,70 %           | 15½ : 7½         | ja       |
| 26.02.1984 | O                 | Bundesbeschluss vom 24. Juni 1983 über eine Abgabe für die Benützung der Nationalstrassen                                                                             | 52,77 %     | 52,98 %           | 16 : 7           | ja       |
| 26.02.1984 | I                 | Eidgenössische Volksinitiative «für einen echten Zivildienst auf der Grundlage des Tatbeweises»                                                                       | 52,75 %     | 36,17 %           | 1½ : 21½         | nein     |
| 04.12.1983 | O                 | Bundesbeschluss vom 24. Juni 1983 über Änderungen der Bürgerrechtsregelung in der Bundesverfassung                                                                    | 35,83 %     | 60,81 %           | 20½ : 2½         | ja       |
| 04.12.1983 | O                 | Bundesbeschluss vom 24. Juni 1983 über die Erleichterung gewisser Einbürgerungen                                                                                      | 35,86 %     | 44,83 %           | 5 : 18           | nein     |
| 27.02.1983 | O                 | Bundesbeschluss vom 8. Oktober 1982 über die Neuregelung bei den Treibstoffzöllen                                                                                     | 32,41 %     | 52,69 %           | 15½ : 7½         | ja       |
| 27.02.1983 | O                 | Bundesbeschluss vom 8. Oktober 1982 über den Energieartikel in der Bundesverfassung                                                                                   | 32,38 %     | 50,92 %           | 11 : 12          | nein     |
| 28.11.1982 | I                 | Bundesbeschluss vom 19. März 1982 über die Volksinitiative «zur Verhinderung missbräuchlicher Preise»                                                                 | 32,91 %     | 56,13 %           | 17 : 6           | ja       |
| 28.11.1982 | G                 | Gegenentwurf zur Volksinitiative «zur Verhinderung missbräuchlicher Preise»                                                                                           | 32,91 %     | 21,59 %           | 0 : 23           | nein     |
| 06.06.1982 | F                 | Ausländergesetz vom 19. Juni 1981 | 35,18 %     | 49,64 %           |                  | nein     |
| 06.06.1982 | F                 | Schweizerisches Strafgesetzbuch, Änderung vom 9. Oktober 1981 (Gewaltverbrechen)                                                                                      | 35,18 %     | 63,71 %           |                  | ja       |
| 29.11.1981 | O                 | Bundesbeschluss vom 19. Juni 1981 über die Weiterführung der Finanzordnung und die Verbesserung des Bundeshaushaltes                                                  | 30,35 %     | 68,95 %           | 23 : 0           | ja       |
| 14.06.1981 | G                 | Bundesbeschluss vom 10. Oktober 1980 über die Volksinitiative «Gleiche Rechte für Mann und Frau» (Gegenentwurf)                                                       | 33,93 %     | 60,27 %           | 15½ : 7½         | ja       |
| 14.06.1981 | G                 | Bundesbeschluss vom 10. Oktober 1980 über die Volksinitiative «zur Absicherung der Rechte der Konsumenten» (Gegenentwurf)                                             | 33,88 %     | 65,55 %           | 20 : 3           | ja       |
| 05.04.1981 | I                 | «Mitenand-Initiative für eine neue Ausländerpolitik» | 39,88 %     | 16,22 %           | 0 : 23           | nein     |
| 30.11.1980 | F                 | Bundesgesetz über den Strassenverkehr, Änderung vom 21. März 1980 (Sicherheitsgurten und Schutzhelme)                                                                 | 42,06 %     | 51,6 %            |                  | ja       |
| 30.11.1980 | O                 | Bundesbeschluss vom 20. Juni 1980 über die Aufhebung des Kantonsanteiles am Reinertrag der Stempelabgaben                                                             | 41,86 %     | 67,30 %           | 20 : 3           | ja       |
| 30.11.1980 | O                 | Bundesbeschluss vom 20. Juni 1980 über die Neuverteilung der Reineinnahmen der Eidgenössischen Alkoholverwaltung aus der fiskalischen Belastung der gebrannten Wasser | 41,88 %     | 71,04 %           | 21 : 2           | ja       |
| 30.11.1980 | O                 | Bundesbeschluss vom 20. Juni 1980 über die Revision der Brotgetreideordnung des Landes                                                                                | 41,91 %     | 63,54 %           | 20 : 3           | ja       |
| 02.03.1980 | I                 | Eidgenössische Volksinitiative «betreffend die vollständige Trennung von Kirche und Staat»                                                                            | 34,66 %     | 21,10 %           | 0 : 23           | nein     |
| 02.03.1980 | O                 | Bundesbeschluss vom 22. Juni 1979 über die Neuordnung der Landesversorgung                                                                                            | 34,45 %     | 86,05 %           | 23 : 0           | ja       |

### 1970–1979
Jahresübersichten: 1970 | 1971 | 1972 | 1973 | 1974 | 1975 | 1976 | 1977 | 1978 | 1979
| Datum                            | Titel der Vorlage | Titel der Vorlage | Beteiligung | Anteil Ja-Stimmen | Stände Ja : Nein | Ergebnis |
| -------------------------------- | --- | --- | --- | --- | --- | --- |
| 20.05.1979                       | O | Bundesbeschluss vom 15. Dezember 1978 über die Neuordnung der Umsatzsteuer und der direkten Bundessteuer | 37,65 % | 34,59 % | 0 : 23 | nein |
| 20.05.1979                       | F | Bundesbeschluss vom 6. Oktober 1978 zum Atomgesetz | 37,63 % | 68,86 % | | ja |
| 18.02.1979                       | O | Bundesbeschluss vom 23. Juni 1978 über das Stimm- und Wahlrecht für 18-Jährige | 49,58 % | 49,19 % | 9 : 14 | nein |
| 18.02.1979                       | G | Bundesbeschluss vom 6. Oktober 1978 über die Volksinitiative «zur Förderung der Fuss- und Wanderwege» (Gegenentwurf) | 49,54 % | 77,58 % | 22 : 1 | ja |
| 18.02.1979                       | I | Eidgenössische Volksinitiative «gegen Suchtmittelreklame» | 49,54 % | 40,96 % | ½ : 22½ | nein |
| 18.02.1979                       | I | Eidgenössische Volksinitiative «zur Wahrung der Volksrechte und der Sicherheit beim Bau und Betrieb von Atomanlagen» | 49,58 % | 48,80 % | 9 : 14 | nein |
| 01.01.1979                       | Gründung des Kantons Jura als 26. Kanton | Gründung des Kantons Jura als 26. Kanton | Gründung des Kantons Jura als 26. Kanton | Gründung des Kantons Jura als 26. Kanton | Gründung des Kantons Jura als 26. Kanton | Gründung des Kantons Jura als 26. Kanton |
| 03.12.1978                       | F | Milchwirtschaftsbeschluss vom 7. Oktober 1977 | 43,15 % | 68,50 % | | ja |
| 03.12.1978                       | F | Tierschutzgesetz vom 9. März 1978 | 43,27 % | 81,70 % | | ja |
| 03.12.1978                       | F | Bundesgesetz vom 9. März 1978 über die Erfüllung sicherheitspolizeilicher Aufgaben des Bundes | 43,27 % | 44,02 % | | nein |
| 03.12.1978                       | F | Bundesgesetz vom 19. April 1978 über die Berufsbildung | 43,15 % | 56,04 % | | ja |
| 24.09.1978                       | O | Gründung des Kantons Jura | 42,04 % | 82,29 % | 22 : 0 | ja |
| 01.07.1978                       | Einführung der Höchstdauer zur Unterschriftensammlung für Volksinitiativen von 18 Monaten nach Veröffentlichung des Initiativtextes im Bundesblatt | Einführung der Höchstdauer zur Unterschriftensammlung für Volksinitiativen von 18 Monaten nach Veröffentlichung des Initiativtextes im Bundesblatt                                                                            | Einführung der Höchstdauer zur Unterschriftensammlung für Volksinitiativen von 18 Monaten nach Veröffentlichung des Initiativtextes im Bundesblatt | Einführung der Höchstdauer zur Unterschriftensammlung für Volksinitiativen von 18 Monaten nach Veröffentlichung des Initiativtextes im Bundesblatt | Einführung der Höchstdauer zur Unterschriftensammlung für Volksinitiativen von 18 Monaten nach Veröffentlichung des Initiativtextes im Bundesblatt | Einführung der Höchstdauer zur Unterschriftensammlung für Volksinitiativen von 18 Monaten nach Veröffentlichung des Initiativtextes im Bundesblatt |
| 28.05.1978                       | F | Zeitgesetz vom 24. Juni 1977 | 49,00 % | 47,91 % | | nein |
| 28.05.1978                       | F | Zolltarifgesetz, Änderung vom 7. Oktober 1977 | 48,70 % | 54,81 % | | ja |
| 28.05.1978                       | F | Bundesgesetz vom 24. Juni 1977 über den Schutz der Schwangerschaft und die Strafbarkeit des Schwangerschaftsabbruchs | 48,86 % | 31,20 % | | nein |
| 28.05.1978                       | F | Bundesgesetz vom 7. Oktober 1977 über die Förderung der Hochschulen und die Forschung | 48,90 % | 43,32 % | | nein |
| 28.05.1978                       | I | Eidgenössische Volksinitiative «für 12 motorfahrzeugfreie Sonntage pro Jahr» | 49,13 % | 36,28 % | 0 : 22 | nein |
| 26.02.1978                       | I | Eidgenössische Volksinitiative «für die vermehrte Mitbestimmung der Bundesversammlung und des Schweizervolkes im Nationalstrassenbau»                                                                                         | 48,54 % | 38,68 % | 0 : 22 | nein |
| 26.02.1978                       | F | Bundesgesetz über die Alters- und Hinterlassenenversicherung, Änderung vom 24. Juni 1977 (9. AHV-Revision) | 48,31 % | 65,58 % | | ja |
| 26.02.1978                       | I | Eidgenössische Volksinitiative «zur Herabsetzung des AHV-Alters» | 48,33 % | 20,62 % | 0 : 22 | nein |
| 26.02.1978                       | O | Bundesbeschluss vom 7. Oktober 1977 über den Konjunkturartikel der Bundesverfassung | 48,00 % | 68,36 % | 22 : 0 | ja |
| 26.12.1977                       | Erhöhung der Unterschriftenzahl auf 50'000 für das Referendum beziehungsweise 100'000 für die Verfassungsinitiative                                | Erhöhung der Unterschriftenzahl auf 50'000 für das Referendum beziehungsweise 100'000 für die Verfassungsinitiative | Erhöhung der Unterschriftenzahl auf 50'000 für das Referendum beziehungsweise 100'000 für die Verfassungsinitiative                                | Erhöhung der Unterschriftenzahl auf 50'000 für das Referendum beziehungsweise 100'000 für die Verfassungsinitiative                                | Erhöhung der Unterschriftenzahl auf 50'000 für das Referendum beziehungsweise 100'000 für die Verfassungsinitiative                                | Erhöhung der Unterschriftenzahl auf 50'000 für das Referendum beziehungsweise 100'000 für die Verfassungsinitiative                                |
| 04.12.1977                       | I | Eidgenössische Volksinitiative «zur Steuerharmonisierung, zur stärkeren Besteuerung des Reichtums und zur Entlastung der unteren Einkommen (Reichtumssteuer-Initiative)»                                                      | 38,29 % | 44,36 % | 2½ : 19½ | nein |
| 04.12.1977                       | F | Bundesgesetz vom 17. Dezember 1976 über die politischen Rechte | 38,11 % | 59,43 % | | nein |
| 04.12.1977                       | O | Bundesbeschluss vom 5. Mai 1977 über die Einführung eines zivilen Ersatzdienstes | 38,27 % | 37,60 % | 0 : 22 | nein |
| 04.12.1977                       | F | Bundesgesetz vom 5. Mai 1977 über Massnahmen zum Ausgleich des Bundeshaushaltes | 38,15 % | 62,43 % | | ja |
| 25.09.1977                       | I | Bundesbeschluss vom 25. März 1977 über die Volksinitiative «für einen wirksamen Mieterschutz» | 51,59 % | 42,24 % | 3½ : 18½ | nein |
| 25.09.1977                       | G | Gegenentwurf zur Volksinitiative «für einen wirksamen Mieterschutz» | 51,59 % | 41,22 % | 7 : 15 | nein |
| 25.09.1977                       | I | Eidgenössische Volksinitiative «gegen die Luftverschmutzung durch Motorfahrzeuge» | 51,36 % | 39,03 % | 1½ : 20½ | nein |
| 25.09.1977                       | O | Bundesbeschluss vom 25. März 1977 über die Erhöhung der Unterschriftenzahl für das Referendum (Art. 89 und 89bis BV) | 51,61 % | 57,85 % | 18 : 4 | ja |
| 25.09.1977                       | O | Bundesbeschluss vom 25. März 1977 über die Erhöhung der Unterschriftenzahl für die Verfassungsinitiative (Art. 120 und 121 BV)                                                                                                | 52,00 % | 56,71 % | 19 : 3 | ja |
| 25.09.1977                       | I | Eidgenössische Volksinitiative «für die Fristenlösung» | 51,93 % | 48,30 % | 7 : 15 | nein |
| 12.06.1977                       | O | Bundesbeschluss vom 17. Dezember 1976 über die Neuordnung der Umsatzsteuer und der direkten Bundessteuer | 50,02 % | 40,52 % | 1 : 21 | nein |
| 12.06.1977                       | O | Bundesbeschluss vom 17. Dezember 1976 über die Steuerharmonisierung | 49,91 % | 61,32 % | 17½:4½ | ja |
| 13.03.1977                       | I | Republikanisches Volksbegehren «zum Schutze der Schweiz» (4. Überfremdungsinitiative) | 45,20 % | 29,65 % | 0 : 22 | nein |
| 13.03.1977                       | I | Volksbegehren «zur Beschränkung der Einbürgerungen» (5. Überfremdungsinitiative) | 45,22 % | 33,76 % | 0 : 22 | nein |
| 13.03.1977                       | I | Bundesbeschluss vom 17. Dezember 1976 über die Neuordnung des Staatsvertragsreferendums: Volksinitiative «gegen die Beschränkung des Stimmrechts bei Staatsverträgen mit dem Ausland»                                         | 44,95 % | 21,9 % | 0 : 19 6/2 | nein |
| 13.03.1977                       | G | Gegenentwurf zur Volksinitiative «gegen die Beschränkung des Stimmrechts bei Staatsverträgen mit dem Ausland» | 44,95 % | 61,02 % | 20½ : 1½ | ja |
| 05.12.1976                       | O | Bundesbeschluss vom 19. Dezember 1975 über Geld- und Kreditpolitik | 44,83 % | 70,35 % | 22 : 0 | ja |
| 05.12.1976                       | O | Bundesbeschluss vom 19. Dezember 1975 über die Preisüberwachung | 45,04 % | 82,02 % | 22 : 0 | ja |
| 05.12.1976                       | I | Eidgenössische Volksinitiative «zur Einführung der 40-Stunden-Woche» | 45,15 % | 21,96 % | 0 : 22 | nein |
| 26.09.1976                       | O | Bundesbeschluss vom 19. März 1976 betreffend einen Verfassungsartikel über Radio und Fernsehen | 33,50 % | 43,29 % | 3½:18½ | nein |
| 26.09.1976                       | I | Volksbegehren zur Einführung einer Haftpflichtversicherung für Motorfahrzeuge und Fahrräder durch den Bund | 33,54 % | 24,30 % | 0 : 22 | nein |
| 13.06.1976                       | F | Bundesgesetz vom 4. Oktober 1974 über die Raumplanung | 34,56 % | 48,90 % | | nein |
| 13.06.1976                       | F | Bundesbeschluss vom 20. Juni 1975 betreffend ein Abkommen zwischen der Schweiz und der Internationalen Entwicklungsorganisation (IDA) über ein Darlehen von 200 Millionen Franken                                             | 34,52 % | 43,55 % | | nein |
| 13.06.1976                       | O | Bundesbeschluss vom 11. März 1976 über eine Neukonzeption der Arbeitslosenversicherung | 34,52 % | 68,27 % | 21 : 1 | ja |
| 21.03.1976                       | I | Bundesbeschluss vom 4. Oktober 1976 über das Volksbegehren für die Mitbestimmung | 39,45 % | 32,38 % | 0 : 22 | nein |
| 21.03.1976                       | G | Gegenentwurf zum Volksbegehren für die Mitbestimmung | 39,45 % | 29,61 % | 0 : 22 | nein |
| 21.03.1976                       | I | Volksbegehren für gerechtere Besteuerung und die Abschaffung der Steuerprivilegien | 39,31 % | 42,22 % | ½ : 21½ | nein |
| 07.12.1975                       | O | Bundesbeschluss vom 13. Dezember 1974 über eine Änderung der Bundesverfassung (Niederlassungsfreiheit und Unterstützungsregelung)                                                                                             | 30,89 % | 75,62 % | 22 : 0 | ja |
| 07.12.1975                       | O | Bundesbeschluss vom 20. Juni 1975 betreffend Änderung der Bundesverfassung im Gebiete der Wasserwirtschaft | 30,93 % | 77,52 % | 21 : 1 | ja |
| 07.12.1975                       | F | Bundesgesetz vom 13. Dezember 1974 über die Ein- und Ausfuhr von Erzeugnissen aus Landwirtschaftsprodukten | 31,22 % | 52,0 % | | ja |
| 08.06.1975                       | O | Bundesbeschluss über den Schutz der Währung, Änderung vom 28. Juni 1974 | 36,81 % | 85,52 % | 22 : 0 | ja |
| 08.06.1975                       | F | Bundesbeschluss über die Finanzierung der Nationalstrassen, Änderung vom 4. Oktober 1974 | 36,81 % | 53,46 % | | ja |
| 08.06.1975                       | F | Bundesgesetz vom 4. Oktober 1974 über die Änderung des Generalzolltarifs | 36,79 % | 48,23 % | | nein |
| 08.06.1975                       | O | Bundesbeschluss vom 31. Januar 1975 betreffend Erhöhung der Steuereinnahmen ab 1976 | 36,81 % | 55,96 % | 17 : 5 | ja |
| 08.06.1975                       | O | Bundesbeschluss vom 31. Januar 1975 über die Erschwerung von Ausgabenbeschlüssen | 36,81 % | 75,94 % | 22 : 0 | ja |
| 02.03.1975                       | O | Bundesbeschluss vom 4. Oktober 1974 über den Konjunkturartikel der Bundesverfassung | 28,59 % | 52,77 % | 11 : 11 | nein |
| 08.12.1974                       | O | Bundesbeschluss vom 4. Oktober 1974 zur Verbesserung des Bundeshaushalts | 39,58 % | 44,39 % | 4 : 18 | nein |
| 08.12.1974                       | O | Bundesbeschluss vom 4. Oktober 1974 über die Erschwerung von Ausgabenbeschlüssen | 39,54 % | 67,00 % | 22 : 0 | ja |
| 08.12.1974                       | I | Bundesbeschluss vom 22. März 1974 über das Volksbegehren für die soziale Krankenversicherung und die Änderung der Bundesverfassung auf dem Gebiet der Kranken-, Unfall- und Mutterschaftsversicherung                         | 39,72 % | 26,71 % | 0 : 22 | nein |
| 08.12.1974                       | G | Gegenentwurf zum Volksbegehren für die soziale Krankenversicherung | 39,72 % | 31,8 % | 0 : 19 6/2 | nein |
| 20.10.1974                       | I | Volksbegehren gegen die Überfremdung und Übervölkerung der Schweiz | 70,33 % | 34,19 % | 0 : 22 | nein |
| 02.12.1973                       | O | Bundesbeschluss vom 20. Dezember 1972 über Massnahmen zur Überwachung der Preise | 35,02 % | 59,76 % | 20 : 2 | ja |
| 02.12.1973                       | O | Bundesbeschluss vom 20. Dezember 1972 über Massnahmen auf dem Gebiete des Kreditwesens | 34,99 % | 65,12 % | 18½ : 3½ | ja |
| 02.12.1973                       | O | Bundesbeschluss vom 20. Dezember 1972 über Massnahmen zur Stabilisierung des Baumarktes | 35,00 % | 70,39 % | 20 : 2 | ja |
| 02.12.1973                       | O | Bundesbeschluss vom 20. Dezember 1972 über die Einschränkung der steuerwirksamen Abschreibungen bei den Einkommenssteuern von Bund, Kantonen und Gemeinden                                                                    | 34,95 % | 68,05 % | 19½ : 2½ | ja |
| 02.12.1973                       | O | Bundesbeschluss vom 27. Juni 1973 über einen Tierschutzartikel anstelle des bisherigen Artikels 25bis der Bundesverfassung | 34,99 % | 83,95 % | 22 : 0 | ja |
| 20.05.1973                       | O | Bundesbeschluss vom 6. Oktober 1972 über die Aufhebung des Jesuiten- und des Klosterartikels der Bundesverfassung (Art. 51 und 52)                                                                                            | 40,29 % | 54,94 % | 16½ : 5½ | ja |
| 04.03.1973                       | O | Bundesbeschluss vom 6. Oktober 1972 über die Änderung der Bundesverfassung betreffend das Bildungswesen | 27,50 % | 52,75 % | 10½ : 11½ | nein |
| 04.03.1973                       | O | Bundesbeschluss vom 6. Oktober 1972 über die Ergänzung der Bundesverfassung betreffend die Förderung der wissenschaftlichen Forschung                                                                                         | 27,51 % | 64,51 % | 19 : 3 | ja |
| 03.12.1972                       | I | Bundesbeschluss vom 30. Juni 1972 betreffend das Volksbegehren für eine wirkliche Volkspension und die Änderung der Bundesverfassung auf dem Gebiete der Alters-, Hinterlassenen- und Invalidenvorsorge                       | 52,93 % | 15,63 % | 0 : 22 | nein |
| 03.12.1972                       | G | Gegenentwurf zum Volksbegehren für eine Volkspension | 52,93 % | 73,95 % | 22 : 0 | ja |
| 03.12.1972                       | O | Bundesbeschluss vom 6. Oktober 1972 über die Abkommen zwischen der Schweizerischen Eidgenossenschaft und der Europäischen Wirtschaftsgemeinschaft sowie den Mitgliedstaaten der Europäischen Gemeinschaft für Kohle und Stahl | 52,90 % | 72,53 % | 22 : 0 | ja |
| 24.09.1972                       | I | Volksbegehren betreffend vermehrte Rüstungskontrolle und ein Waffenausfuhrverbot | 33,34 % | 49,67 % | 7 : 15 | nein |
| 04.06.1972                       | O | Bundesbeschluss vom 25. Juni 1971 über Massnahmen zur Stabilisierung des Baumarktes | 26,73 % | 83,35 % | 22 : 0 | ja |
| 04.06.1972                       | O | Bundesbeschluss vom 8. Oktober 1971 über den Schutz der Währung | 26,71 % | 87,73 % | 22 : 0 | ja |
| 05.03.1972                       | I | Bundesbeschluss vom 17. Dezember 1971 betreffend die Ergänzung der Bundesverfassung durch einen Artikel 34sexies über den Wohnungsbau und betreffend das Volksbegehren zur Bildung eines Wohnbaufonds (Denner-Initiative)     | 35,70 % | 28,95 % | 0 : 22 | nein |
| 05.03.1972                       | G | Gegenentwurf zur Denner-Initiative | 35,70 % | 58,47 % | 21 : 1 | ja |
| 05.03.1972                       | O | Bundesbeschluss vom 17. Dezember 1971 betreffend die Ergänzung der Bundesverfassung durch einen Artikel 34septies über die Allgemeinverbindlicherklärung von Mietverträgen und Massnahmen zum Schutze der Mieter              | 35,70 % | 85,40 % | 22 : 0 | ja |
| 06.06.1971                       | O | Bundesbeschluss vom 18. Dezember 1970 über die Ergänzung der Bundesverfassung durch einen Artikel 24septies betreffend den Schutz des Menschen und seiner natürlichen Umwelt gegen schädliche oder lästige Einwirkungen       | 37,84 % | 92,70 % | 22 : 0 | ja |
| 06.06.1971                       | O | Bundesbeschluss vom 11. März 1971 über die Weiterführung der Finanzordnung des Bundes | 37,75 % | 72,75 % | 22 : 0 | ja |
| Einführung des Frauenstimmrechts | | | | | | |
| 07.02.1971                       | O | Bundesbeschluss vom 9. Oktober 1970 über die Einführung des Frauenstimm- und Wahlrechts in eidgenössischen Angelegenheiten | 57,72 % | 65,73 % | 15½ : 6½ | ja |
| 15.11.1970                       | O | Bundesbeschluss vom 24. Juni 1970 über die Änderung der Finanzordnung des Bundes | 41,38 % | 55,39 % | 9 : 13 | nein |
| 27.09.1970                       | O | Bundesbeschluss vom 18. März 1970 über die Ergänzung der Bundesverfassung durch einen Artikel 27quinquies betreffend die Förderung von Turnen und Sport                                                                       | 43,77 % | 74,63 % | 22 : 0 | ja |
| 27.09.1970                       | I | Volksbegehren für das Recht auf Wohnung und den Ausbau des Familienschutzes | 43,81 % | 48,92 % | 8 : 14 | nein |
| 07.06.1970                       | I | Volksbegehren gegen die Überfremdung (Schwarzenbach-Initiative) | 74,72 % | 45,99 % | 7 : 15 | nein |
| 01.02.1970                       | F | Bundesbeschluss vom 27. Juni 1969 über die inländische Zuckerwirtschaft | 43,75 % | 54,24 % | | ja |

### 1960–1969
Jahresübersichten: 1960 | 1961 | 1962 | 1963 | 1964 | 1965 | 1966 | 1967 | 1968 | 1969
| Datum      | Titel der Vorlage | Titel der Vorlage | Beteiligung | Anteil Ja-Stimmen | Stände Ja : Nein | Ergebnis |
| ---------- | ----------------- | --- | ----------- | ----------------- | ---------------- | -------- |
| 14.09.1969 | O                 | Bundesbeschluss vom 21. März 1969 über die Ergänzung der Bundesverfassung durch die Artikel 22ter und 22quater (Verfassungsrechtliche Ordnung des Bodenrechts)                                            | 32,93 %     | 55,93 %           | 19½ : 2½         | ja       |
| 01.06.1969 | F                 | Bundesgesetz vom 4. Oktober 1968 über die Eidgenössischen Technischen Hochschulen | 33,91 %     | 34,48 %           |                  | nein     |
| 19.05.1968 | F                 | Bundesgesetz vom 5. Oktober 1967 über die Tabakbesteuerung | 36,91 %     | 48,25 %           |                  | nein     |
| 18.02.1968 | O                 | Bundesbeschluss vom 5. Oktober 1967 über den Erlass einer allgemeinen Steueramnestie | 41,79 %     | 61,82 %           | 22 : 0           | ja       |
| 02.07.1967 | I                 | Volksbegehren gegen die Bodenspekulation | 37,97 %     | 32,69 %           | 1 : 21           | nein     |
| 16.10.1966 | O                 | Bundesbeschluss vom 25. März 1966 über die Ergänzung der Bundesverfassung durch einen Artikel 45bis über die Auslandschweizer                                                                             | 47,86 %     | 68,06 %           | 22 : 0           | ja       |
| 16.10.1966 | I                 | Volksbegehren zur Bekämpfung des Alkoholismus | 48,04 %     | 23,37 %           | 0 : 22           | nein     |
| 16.05.1965 | F                 | Bundesgesetz vom 2. Oktober 1964 betreffend die Änderung des Beschlusses der Bundesversammlung über Milch, Milchprodukte und Speisefette (Milchbeschluss)                                                 | 37,22 %     | 61,99 %           |                  | ja       |
| 28.02.1965 | O                 | Bundesbeschluss vom 13. März 1964 über die Bekämpfung der Teuerung durch Massnahmen auf dem Gebiete des Geld- und Kapitalmarktes und des Kreditwesens                                                     | 59,66 %     | 57,72 %           | 18½ : 3½         | ja       |
| 28.02.1965 | O                 | Bundesbeschluss vom 13. März 1964 über die Bekämpfung der Teuerung durch Massnahmen auf dem Gebiete der Bauwirtschaft                                                                                     | 59,70 %     | 55,54 %           | 17 : 5           | ja       |
| 06.12.1964 | O                 | Bundesbeschluss vom 9. Oktober 1964 über die Weiterführung befristeter Preiskontrollmassnahmen | 39,20 %     | 79,47 %           | 22 : 0           | ja       |
| 24.05.1964 | F                 | Bundesgesetz vom 20. September 1963 über die Berufsbildung | 37,02 %     | 68,61 %           |                  | ja       |
| 02.02.1964 | O                 | Bundesbeschluss vom 27. September 1963 über den Erlass einer allgemeinen Steueramnestie auf den 1. Januar 1965                                                                                            | 44,27 %     | 41,97 %           | 3½:18½           | nein     |
| 08.12.1963 | O                 | Bundesbeschluss vom 27. September 1963 über die Weiterführung der Finanzordnung des Bundes (Verlängerung der Geltungsdauer von Art. 41ter BV und Ermässigung der Wehrsteuer)                              | 41,81 %     | 77,61 %           | 22 : 0           | ja       |
| 08.12.1963 | O                 | Bundesbeschluss vom 21. Juni 1963 betreffend die Ergänzung der Bundesverfassung durch einen Artikel 27quater über Stipendien und andere Ausbildungsbeihilfen                                              | 41,75 %     | 78,48 %           | 22 : 0           | ja       |
| 26.05.1963 | I                 | Volksbegehren für das Entscheidungsrecht des Volkes über die Ausrüstung der schweizerischen Armee mit Atomwaffen                                                                                          | 48,79 %     | 37,79 %           | 4½ : 17½         | nein     |
| 04.11.1962 | O                 | Bundesbeschluss vom 15. Juni 1962 über die Änderung des Artikels 72 der Bundesverfassung (Wahl des Nationalrates)                                                                                         | 36,31 %     | 63,69 %           | 16 : 6           | ja       |
| 27.05.1962 | O                 | Bundesbeschluss vom 21. Dezember 1961 über die Ergänzung der Bundesverfassung durch einen Artikel 24sexies betreffend den Natur- und Heimatschutz                                                         | 38,77 %     | 79,11 %           | 22 : 0           | ja       |
| 27.05.1962 | F                 | Bundesgesetz vom 21. Dezember 1961 über die Abänderung des Bundesgesetzes betreffend die Taggelder und Reiseentschädigungen des Nationalrates und der Kommission der eidgenössischen Räte                 | 38,77 %     | 31,68 %           |                  | nein     |
| 01.04.1962 | I                 | Volksbegehren für ein Verbot von Atomwaffen | 55,59 %     | 34,82 %           | 4 : 18           | nein     |
| 03.12.1961 | F                 | Bundesbeschluss vom 23. Juni 1961 über die schweizerische Uhrenindustrie (Uhrenstatut) | 45,88 %     | 66,70 %           |                  | ja       |
| 22.10.1961 | I                 | Volksbegehren für die Einführung der Gesetzesinitiative im Bund | 40,09 %     | 29,44 %           | 0 : 22           | nein     |
| 05.03.1961 | O                 | Bundesbeschluss vom 14. Dezember 1960 über die Ergänzung der Bundesverfassung durch einen Artikel 26bis betreffend Rohrleitungsanlagen zur Beförderung flüssiger oder gasförmiger Brenn- oder Treibstoffe | 62,81 %     | 71,43 %           | 22 : 0           | ja       |
| 05.03.1961 | F                 | Bundesbeschluss vom 29. September 1960 über die Erhebung eines Zollzuschlages auf Treibstoffen zur Finanzierung der Nationalstrassen                                                                      | 63,25 %     | 46,55 %           |                  | nein     |
| 29.05.1960 | O                 | Bundesbeschluss vom 24. März 1960 über die Weiterführung befristeter Preiskontrollmassnahmen | 38,99 %     | 77,54 %           | 22 : 0           | ja       |
| 04.12.1960 | F                 | Bundesbeschluss vom 30. Juni 1960 betreffend die Änderung des Bundesbeschlusses über zusätzliche wirtschaftliche und finanzielle Massnahmen auf dem Gebiete der Milchwirtschaft                           | 49,79 %     | 56,34 %           |                  | ja       |

### 1950–1959
Jahresübersichten: 1950 | 1951 | 1952 | 1953 | 1954 | 1955 | 1956 | 1957 | 1958 | 1959
| Datum      | Titel der Vorlage | Titel der Vorlage | Beteiligung | Anteil Ja-Stimmen | Stände Ja : Nein | Ergebnis |
| ---------- | ----------------- | --- | ----------- | ----------------- | ---------------- | -------- |
| 24.05.1959 | O                 | Bundesbeschluss vom 17. Dezember 1958 über die Ergänzung der Bundesverfassung durch einen Artikel 22bis über den Zivilschutz                                                                                                  | 42,86 %     | 62,26 %           | 22 : 0           | ja       |
| 01.02.1959 | O                 | Bundesbeschluss vom 13. Juni 1958 über die Einführung des Frauenstimm- und -wahlrechts in eidgenössischen Angelegenheiten | 66,72 %     | 33,08 %           | 3 : 19           | nein     |
| 07.12.1958 | O                 | Bundesbeschluss vom 26. September 1958 über die Änderung der Bundesverfassung (Kursaalspiele) | 46,24 %     | 59,89 %           | 20½ : 1½         | ja       |
| 07.12.1958 | F                 | Bundesbeschluss vom 20. Dezember 1957 betreffend die Genehmigung des zwischen der Schweizerischen Eidgenossenschaft und der Italienischen Republik abgeschlossenen Abkommens über die Nutzbarmachung der Wasserkraft des Spöl | 46,40 %     | 75,18 %           |                  | ja       |
| 26.10.1958 | I                 | Volksbegehren für die 44-Stundenwoche (Arbeitszeitverkürzung) | 61,84 %     | 34,99 %           | ½ : 21½          | nein     |
| 06.07.1958 | O                 | Bundesbeschluss vom 21. März 1958 über die Ergänzung der Bundesverfassung durch einen Artikel 27ter betreffend das Filmwesen                                                                                                  | 42,34 %     | 61,26 %           | 20½ : 1½         | ja       |
| 06.07.1958 | G                 | Bundesbeschluss vom 21. März 1958 über das Volksbegehren für die Verbesserung des Strassennetzes (Gegenentwurf) | 42,40 %     | 84,96 %           | 21 : 1           | ja       |
| 11.05.1958 | O                 | Bundesbeschluss vom 31. Januar 1958 über die verfassungsmässige Neuordnung des Finanzhaushaltes des Bundes | 53,22 %     | 54,58 %           | 17½ : 4½         | ja       |
| 26.01.1958 | I                 | Volksbegehren gegen den Missbrauch wirtschaftlicher Macht | 51,79 %     | 25,89 %           | 0 : 22           | nein     |
| 24.11.1957 | O                 | Bundesbeschluss vom 20. September 1957 über die Ergänzung der Bundesverfassung durch einen Artikel 24quinquies betreffend die Atomenergie und den Strahlenschutz                                                              | 45,45 %     | 77,33 %           | 22 : 0           | ja       |
| 24.11.1957 | O                 | Bundesbeschluss vom 1. Oktober 1957 über die befristete Verlängerung der Geltungsdauer der Übergangsordnung betreffend die Brotgetreideversorgung des Landes                                                                  | 45,47 %     | 62,67 %           | 21½ : ½          | ja       |
| 03.03.1957 | O                 | Bundesbeschluss vom 21. Dezember 1956 über die Ergänzung der Bundesverfassung durch einen Artikel 22bis über den Zivilschutz                                                                                                  | 53,09 %     | 48,09 %           | 14 : 8           | nein     |
| 03.03.1957 | O                 | Bundesbeschluss vom 21. Dezember 1956 über die Ergänzung der Bundesverfassung durch einen Artikel 36bis betreffend Rundspruch und Fernsehen                                                                                   | 52,95 %     | 42,76 %           | 10½ : 11½        | nein     |
| 30.09.1956 | O                 | Bundesbeschluss vom 27. Juni 1956 über die Revision der Brotgetreideordnung des Landes | 43,95 %     | 38,75 %           | 5½ : 16½         | nein     |
| 30.09.1956 | G                 | Bundesbeschluss vom 27. Juni 1956 über das Volksbegehren betreffend Ausgabenbeschlüsse der Bundesversammlung (Gegenentwurf)                                                                                                   | 43,83 %     | 45,52 %           | 9 : 13           | nein     |
| 13.05.1956 | I                 | Volksbegehren zur Erweiterung der Volksrechte bei der Erteilung von Wasserrechtskonzessionen durch den Bund | 52,09 %     | 36,92 %           | 2½ : 19½         | nein     |
| 13.05.1956 | F                 | Bundesbeschluss vom 30. September 1955 über Massnahmen zur Stärkung der Wirtschaft des Kantons Graubünden durch Gewährung einer Hilfe an die Holzverzuckerungs-AG                                                             | 52,63 %     | 42,46 %           |                  | nein     |
| 04.03.1956 | O                 | Bundesbeschluss vom 22. Dezember 1955 über die befristete Weiterführung einer beschränkten Preiskontrolle (Verlängerung der Gültigkeitsdauer des Verfassungszusatzes vom 26. September 1952)                                  | 49,40 %     | 77,54 %           | 22 : 0           | ja       |
| 13.03.1955 | I                 | Bundesbeschluss vom 22. Dezember 1954 über die Volksinitiative «zum Schutz der Mieter und Konsumenten (Weiterführung der Preiskontrolle)»                                                                                     | 55,52 %     | 50,24 %           | 7 : 15           | nein     |
| 13.03.1955 | G                 | Gegenentwurf zur Volksinitiative «zum Schutz der Mieter und Konsumenten» | 55,52 %     | 40,68 %           | 8½ : 13½         | nein     |
| 05.12.1954 | I                 | Volksbegehren zum Schutze der Stromlandschaft Rheinfall-Rheinau | 51,88 %     | 31,24 %           | 1 : 21           | nein     |
| 24.10.1954 | O                 | Bundesbeschluss vom 25. Juni 1954 über die Finanzordnung 1955 bis 1958 | 46,77 %     | 69,99 %           | 21 : 1           | ja       |
| 20.06.1954 | F                 | Bundesbeschluss vom 23. Dezember 1953 über den Fähigkeitsausweis im Schuhmacher-, Coiffeur-, Sattler- und Wagnergewerbe | 40,95 %     | 33,05 %           |                  | nein     |
| 20.06.1954 | F                 | Bundesbeschluss vom 23. Dezember 1953 über ausserordentliche Hilfeleistungen an kriegsgeschädigte Auslandschweizer | 40,65 %     | 44,05 %           |                  | nein     |
| 06.12.1953 | O                 | Bundesbeschluss vom 25. September 1953 über die verfassungsmässige Neuordnung des Finanzhaushaltes des Bundes | 60,27 %     | 42,04 %           | 3 : 19           | nein     |
| 06.12.1953 | O                 | Bundesbeschluss vom 30. September 1953 über die Ergänzung der Bundesverfassung durch einen Artikel 24quater betreffend den Schutz der Gewässer gegen Verunreinigung                                                           | 59,15 %     | 81,32 %           | 22 : 0           | ja       |
| 19.04.1953 | F                 | Bundesgesetz vom 20. Juni 1952 über die Revision des Bundesgesetzes betreffend den Postverkehr | 52,65 %     | 36,46 %           |                  | nein     |
| 23.11.1952 | O                 | Bundesbeschluss vom 26. September 1952 über die befristete Weiterführung einer beschränkten Preiskontrolle | 56,41 %     | 62,81 %           | 16 : 6           | ja       |
| 23.11.1952 | O                 | Bundesbeschluss vom 26. September 1952 über die Brotgetreideversorgung des Landes | 56,41 %     | 75,63 %           | 21½ : ½          | ja       |
| 05.10.1952 | F                 | Bundesbeschluss vom 28. März 1952 über den Einbau von Luftschutzräumen in bestehenden Häusern | 52,63 %     | 15,49 %           |                  | nein     |
| 05.10.1952 | F                 | Bundesgesetz vom 1. Februar 1952 betreffend die Abänderung von Bestimmungen über die fiskalische Belastung des Tabaks im Bundesgesetz über die Alters- und Hinterlassenenversicherung                                         | 52,63 %     | 67,99 %           |                  | ja       |
| 06.07.1952 | O                 | Bundesbeschluss vom 28. März 1952 über die Deckung der Rüstungsausgaben | 44,2 %      | 42,02 %           | 3 : 19           | nein     |
| 18.05.1952 | I                 | Volksbegehren zur Rüstungsfinanzierung und zum Schutze der sozialen Errungenschaften | 53,90 %     | 43,74 %           | 4 : 18           | nein     |
| 20.04.1952 | I                 | Volksbegehren betreffend die Umsatzsteuern | 49,11 %     | 18,97 %           | 0 : 22           | nein     |
| 30.03.1952 | F                 | Bundesgesetz über die Förderung der Landwirtschaft und die Erhaltung des Bauernstandes (Landwirtschaftsgesetz) | 64,15 %     | 54,05 %           |                  | ja       |
| 02.03.1952 | F                 | Bundesbeschluss betreffend Verlängerung der Geltungsdauer des Bundesbeschlusses über die Bewilligungspflicht für die Eröffnung und Erweiterung von Gasthöfen                                                                  | 40,09 %     | 46,08 %           |                  | nein     |
| 08.07.1951 | I                 | Eidgenössische Volksinitiative «zur Heranziehung der öffentlichen Unternehmungen zu einem Beitrag an die Kosten der Landesverteidigung»                                                                                       | 37,58 %     | 32,65 %           | 0 : 22           | nein     |
| 15.04.1951 | I                 | Bundesbeschluss über das Volksbegehren betreffend die Revision des Artikels 39 der Bundesverfassung (Freigeldinitiative) | 53,09 %     | 12,45 %           | 0 : 22           | nein     |
| 15.04.1951 | G                 | Gegenentwurf zur Freigeldinitiative | 53,09 %     | 68,99 %           | 22 : 0           | ja       |
| 25.02.1951 | F                 | Bundesbeschluss über den Transport von Personen und Sachen mit Motorfahrzeugen auf öffentlichen Strassen (Autotransportordnung)                                                                                               | 52,40 %     | 44,32 %           |                  | nein     |
| 03.12.1950 | O                 | Bundesbeschluss betreffend Abänderung des Artikels 72 der Bundesverfassung (Wahl des Nationalrates) | 55,68 %     | 67,33 %           | 20 : 2           | ja       |
| 03.12.1950 | O                 | Bundesbeschluss über die Finanzordnung 1951 bis 1954 | 55,68 %     | 69,46 %           | 20 : 2           | ja       |
| 01.10.1950 | I                 | Eidgenössische Volksinitiative «zum Schutz des Bodens und der Arbeit durch Verhinderung der Spekulation» | 43,66 %     | 27,01 %           | 0 : 22           | nein     |
| 04.06.1950 | O                 | Bundesbeschluss über die verfassungsmässige Neuordnung des Finanzhaushaltes des Bundes | 55,34 %     | 35,51 %           | 6 : 16           | nein     |
| 29.01.1950 | F                 | Bundesbeschluss betreffend die Verlängerung der Geltungsdauer und die Abänderung des Bundesbeschlusses über Massnahmen zur Förderung der Wohnbautätigkeit                                                                     | 52,81 %     | 46,29 %           |                  | nein     |

### 1940–1949
Jahresübersichten: 1940 | 1941 | 1942 | 1944 | 1945 | 1946 | 1947 | 1948 | 1949
| Datum      | Titel der Vorlage | Titel der Vorlage | Beteiligung | Anteil Ja-Stimmen | Stände Ja : Nein | Ergebnis |
| ---------- | ----------------- | --- | ----------- | ----------------- | ---------------- | -------- |
| 11.12.1949 | F                 | Bundesgesetz betreffend Abänderung des Bundesgesetzes vom 30. Juni 1927 über das Dienstverhältnis der Bundesbeamten                                                                          | 72,01 %     | 55,28 %           |                  | ja       |
| 11.09.1949 | I                 | Eidgenössische Volksinitiative «für die Rückkehr zur direkten Demokratie» | 42,52 %     | 50,74 %           | 12½ : 9½         | ja       |
| 22.05.1949 | O                 | Bundesbeschluss über die Revision von Artikel 39 der Bundesverfassung betreffend die Schweizerische Nationalbank                                                                             | 61,04 %     | 38,51 %           | 1½ :20½          | nein     |
| 22.05.1949 | O                 | Bundesgesetz über die Ergänzung des Bundesgesetzes vom 13. Juni 1928 betreffend Massnahmen gegen die Tuberkulose                                                                             | 61,04 %     | 24,85 %           | 0 : 22           | nein     |
| 14.03.1948 | F                 | Bundesbeschluss über die Ordnung der schweizerischen Zuckerwirtschaft | 56,54 %     | 36,16 %           |                  | nein     |
| 06.07.1947 | O                 | Bundesbeschluss über eine Revision der Wirtschaftsartikel der Bundesverfassung | 79,66 %     | 52,97 %           | 13 : 9           | ja       |
| 06.07.1947 | F                 | Bundesgesetz über die Alters- und Hinterlassenenversicherung | 79,66 %     | 80,00 %           |                  | ja       |
| 18.05.1947 | I                 | Bundesbeschluss über das Volksbegehren betreffend «Wirtschaftsreform und Rechte der Arbeit»                                                                                                  | 59,43 %     | 31,19 %           | 0 : 22           | nein     |
| 08.12.1946 | I                 | Bundesbeschluss über das Volksbegehren «Recht auf Arbeit» | 50,13 %     | 19,2 %            | 0 : 19 6/2       | nein     |
| 10.02.1946 | G                 | Bundesbeschluss über das Volksbegehren betreffend eine Gütertransportordnung (Gegenentwurf)                                                                                                  | 65,19 %     | 33,65 %           | 1 : 21           | nein     |
| 25.11.1945 | G                 | Bundesbeschluss über das Volksbegehren «Für die Familie» (Gegenentwurf) | 55,52 %     | 76,31 %           | 21½:½            | ja       |
| 21.01.1945 | F                 | Bundesgesetz über die Schweizerischen Bundesbahnen | 52,88 %     | 56,71 %           |                  | ja       |
| 29.10.1944 | F                 | Bundesgesetz über den unlauteren Wettbewerb | 50,91 %     | 52,92 %           |                  | ja       |
| 03.05.1942 | I                 | Eidgenössische Volksinitiative «für die Reorganisation des Nationalrates» | 51,49 %     | 34,95 %           | ½ : 21½          | nein     |
| 25.01.1942 | I                 | Eidgenössische Volksinitiative «für die Wahl des Bundesrates durch das Volk und die Erhöhung der Mitgliederzahl»                                                                             | 61,97 %     | 32,43 %           | 0 : 22           | nein     |
| 09.03.1941 | I                 | Eidgenössische Volksinitiative «zur Neuordnung des Alkoholwesens» | 61,43 %     | 40,23 %           |                  | nein     |
| 01.12.1940 | F                 | Bundesgesetz über die Abänderung der Art. 103 und 104 des Bundesgesetzes vom 12. April 1907 betreffend die Militärorganisation (Einführung des obligatorischen militärischen Vorunterrichts) | 63,61 %     | 44,27 %           |                  | nein     |

### 1930–1939
Jahresübersichten: 1930 | 1931 | 1933 | 1934 | 1935 | 1937 | 1938 | 1939
| Datum      | Titel der Vorlage | Titel der Vorlage | Beteiligung | Anteil Ja-Stimmen | Stände Ja : Nein | Ergebnis |
| ---------- | ----------------- | --- | ----------- | ----------------- | ---------------- | -------- |
| 03.12.1939 | F                 | Bundesgesetz über die Änderung des Dienstverhältnisses und der Versicherung des Bundespersonals                                                                                          | 63,86 %     | 37,63 %           |                  | nein     |
| 04.06.1939 | O                 | Bundesbeschluss betreffend Ergänzung der Bundesverfassung für die Eröffnung und teilweise Deckung von Krediten zum Ausbau der Landesverteidigung und zur Bekämpfung der Arbeitslosigkeit | 54,72 %     | 69,07 %           | 19 : 3           | ja       |
| 22.01.1939 | I                 | Eidgenössische Volksinitiative «zur Wahrung der verfassungsmässigen Rechte der Bürger (Erweiterung der Verfassungsgerichtsbarkeit)»                                                      | 46,54 %     | 28,92 %           | 0 : 22           | nein     |
| 22.01.1939 | G                 | Bundesbeschluss über das Volksbegehren für Einschränkung der Anwendung der Dringlichkeitsklausel (Gegenentwurf)                                                                          | 46,54 %     | 69,06 %           | 21 : 1           | ja       |
| 27.11.1938 | O                 | Bundesbeschluss betreffend die Übergangsordnung des Finanzhaushaltes | 60,34 %     | 72,26 %           | 21 : 1           | ja       |
| 03.07.1938 | F                 | Schweizerisches Strafgesetzbuch | 57,06 %     | 53,46 %           |                  | ja       |
| 20.02.1938 | O                 | Bundesbeschluss über die Revision der Art. 107 und 116 der Bundesverfassung (Anerkennung des Rätoromanischen als Nationalsprache)                                                        | 54,33 %     | 91,59 %           | 22 : 0           | ja       |
| 20.02.1938 | I                 | Eidgenössische Volksinitiative «betreffend die dringlichen Bundesbeschlüsse und die Wahrung der demokratischen Volksrechte»                                                              | 54,33 %     | 15,22 %           | 0 : 22           | nein     |
| 20.02.1938 | I                 | Bundesbeschluss über die Volksinitiative «Private Rüstungsindustrie» | 54,33 %     | 11,52 %           | 0 : 22           | nein     |
| 20.02.1938 | G                 | Gegenentwurf zur Volksinitiative «Private Rüstungsindustrie» | 54,33 %     | 68,82 %           | 22 : 0           | ja       |
| 28.11.1937 | I                 | Eidgenössische Volksinitiative «für ein Verbot der Freimaurerei» | 65,94 %     | 31,32 %           | 1 : 21           | nein     |
| 08.09.1935 | I                 | Eidgenössische Volksinitiative «für eine Totalrevision der Bundesverfassung» | 60,90 %     | 27,71 %           | 3 : 19           | nein     |
| 02.06.1935 | I                 | Eidgenössische Volksinitiative «zur Bekämpfung der Wirtschaftskrise» | 84,34 %     | 42,84 %           | 5 : 17           | nein     |
| 05.05.1935 | F                 | Bundesgesetz über die Regelung der Beförderung von Gütern und Tieren mit Motorfahrzeugen auf öffentlichen Strassen (Verkehrsteilungsgesetz)                                              | 63,16 %     | 32,35 %           |                  | nein     |
| 24.02.1935 | F                 | Bundesgesetz über die Abänderung des Bundesgesetzes vom 12. April 1907 betreffend die Militärorganisation (Neuordnung der Ausbildung)                                                    | 79,91 %     | 54,18 %           |                  | ja       |
| 11.03.1934 | F                 | Bundesgesetz über den Schutz der öffentlichen Ordnung | 78,98 %     | 46,19 %           |                  | nein     |
| 28.05.1933 | F                 | Bundesgesetz über die vorübergehende Herabsetzung der Besoldungen, Gehälter und Löhne der im Dienste des Bundes stehenden Personen                                                       | 80,51 %     | 44,89 %           |                  | nein     |
| 06.12.1931 | F                 | Bundesgesetz über die Alters- und Hinterlassenenversicherung | 78,15 %     | 39,70 %           |                  | nein     |
| 06.12.1931 | F                 | Bundesgesetz über die Besteuerung des Tabaks | 78,15 %     | 49,89 %           |                  | nein     |
| 15.03.1931 | O                 | Bundesbeschluss über die Revision des Art. 72 der Bundesverfassung (Wahl des Nationalrats)                                                                                               | 53,47 %     | 53,88 %           | 13½ : 8½         | ja       |
| 15.03.1931 | O                 | Bundesbeschluss über die Revision der Art. 76, 96, Abs. 1, und 105, Abs. 2, der Bundesverfassung (Amtsdauer des Nationalrats, des Bundesrats und des Bundeskanzlers)                     | 53,47 %     | 53,70 %           | 16 : 6           | ja       |
| 08.02.1931 | G                 | Bundesbeschluss über das Volksbegehren um Revision des Artikels 12 der Bundesverfassung (Ordensverbot) (Gegenentwurf)                                                                    | 41,83 %     | 70,19 %           | 17 : 5           | ja       |
| 06.04.1930 | O                 | Bundesbeschluss betreffend die Revision der Art. 31 und 32bis der Bundesverfassung (Alkoholwesen)                                                                                        | 75,70 %     | 60,59 %           | 17 : 5           | ja       |

### 1920–1929
Jahresübersichten: 1920 | 1921 | 1922 | 1923 | 1924 | 1925 | 1926 | 1927 | 1928 | 1929
| Datum      | Titel der Vorlage | Titel der Vorlage | Beteiligung | Anteil Ja-Stimmen | Stände Ja : Nein | Ergebnis |
| ---------- | ----------------- | --- | ----------- | ----------------- | ---------------- | -------- |
| 12.05.1929 | I                 | Eidgenössische Volksinitiative «betreffend die Gesetzgebung über den Strassenverkehr» | 65,08 %     | 37,15 %           | 3 : 19           | nein     |
| 12.05.1929 | I                 | Volksbegehren für das Kantons- und Gemeindeverbotsrecht für gebrannte Wasser, die zum Genuss bestimmt sind | 66,41 %     | 32,65 %           | ½ : 21½          | nein     |
| 03.03.1929 | I                 | Bundesbeschluss über die Volksinitiative «Getreideversorgung» | 67,26 %     | 02,68 %           | 0 : 22           | nein     |
| 03.03.1929 | G                 | Gegenentwurf zur Volksinitiative «Getreideversorgung» | 67,26 %     | 66,79 %           | 21 : 1           | ja       |
| 03.03.1929 | F                 | Bundesgesetz betreffend Abänderung von Art. 14 des Bundesgesetzes vom 10. Oktober 1902 betreffend den schweizerischen Zolltarif | 67,26 %     | 66,42 %           |                  | ja       |
| 02.12.1928 | I                 | Eidgenössische Volksinitiative «Kursaalspiele (Spielbanken)» | 55,52 %     | 51,92 %           | 14½ : 7½         | ja       |
| 20.05.1928 | O                 | Bundesbeschluss betreffend Revision des Art. 44 der Bundesverfassung (Massnahmen gegen die Überfremdung) | 45,25 %     | 70,68 %           | 19½ : 2½         | ja       |
| 15.05.1927 | O                 | Bundesbeschluss betreffend die Abänderung des Artikels 30 der Bundesverfassung (Internationale Alpenstrassen) | 55,31 %     | 62,64 %           | 21 : 1           | ja       |
| 15.05.1927 | F                 | Bundesgesetz über den Automobil- und Fahrradverkehr | 57,84 %     | 40,14 %           |                  | nein     |
| 05.12.1926 | O                 | Bundesbeschluss über die Aufnahme eines neuen Artikels 23bis in die Bundesverfassung betreffend die Getreideversorgung des Landes | 72,70 %     | 49,62 %           | 9 : 13           | nein     |
| 06.12.1925 | O                 | Bundesbeschluss betreffend die Alters-, Hinterlassenen- und Invalidenversicherung | 63,08 %     | 65,39 %           | 16½ : 5½         | ja       |
| 25.10.1925 | O                 | Bundesbeschluss betreffend Aufenthalt und Niederlassung der Ausländer | 67,94 %     | 62,21 %           | 18½ : 3½         | ja       |
| 24.05.1925 | I                 | Eidgenössische Volksinitiative «für eine Invaliditäts-, Alters- und Hinterlassenenversicherung» (AHV) | 68,23 %     | 42,00 %           | 6 : 16           | nein     |
| 17.02.1924 | F                 | Bundesgesetz betreffend Abänderung von Art. 41 des Fabrikgesetzes vom 18. Juni 1914 / 27. Juni 1919 | 76,98 %     | 42,37 %           |                  | nein     |
| 03.06.1923 | O                 | Bundesbeschluss betreffend die Revision der Art. 31 und 32bis (Alkoholwesen) der Bundesverfassung | 64,58 %     | 42,2 %            | 9 2/2 : 10 4/2   | nein     |
| 15.04.1923 | I                 | Eidgenössische Volksinitiative «zur Wahrung der Volksrechte in der Zollfrage» | 65,76 %     | 26,8 %            | 1/2 : 19 5/2     | nein     |
| 18.02.1923 | I                 | Eidgenössische Volksinitiative «Schutzhaft» | 53,24 %     | 11,0 %            | 0 : 19 6/2       | nein     |
| 18.02.1923 | F                 | Bundesbeschluss über die Ratifikation des am 7. August 1921 in Paris unterzeichneten Abkommens zwischen der Schweiz und Frankreich zur Regelung der Handelsbeziehungen und des freundnachbarlichen Grenzverkehrs zwischen den ehemaligen Freizonen Hochsavoyens sowie der Landschaft Gex und den angrenzenden schweizerischen Kantonen | 53,43 %     | 18,5 %            |                  | nein     |
| 03.12.1922 | I                 | Eidgenössische Volksinitiative «für die Einmalige Vermögensabgabe» | 86,29 %     | 12,96 %           | 0 : 22           | nein     |
| 24.09.1922 | F                 | Bundesgesetz betreffend Abänderung des Bundesstrafrechts vom 4. Februar 1853 in Bezug auf Verbrechen gegen die verfassungsmässige Ordnung und innere Sicherheit und in Bezug auf die Einführung des bedingten Strafvollzugs | 70,30 %     | 44,63 %           |                  | nein     |
| 11.06.1922 | I                 | Eidgenössische Volksinitiative «betreffend die Erlangung des Schweizerbürgerrechts, Teil I» | 45,59 %     | 15,91 %           | 0 : 22           | nein     |
| 11.06.1922 | I                 | Eidgenössische Volksinitiative «betreffend die Ausweisung von Ausländern, Teil II» | 45,59 %     | 38,08 %           | 0 : 22           | nein     |
| 11.06.1922 | I                 | Eidgenössische Volksinitiative «betreffend die Wählbarkeit der Bundesbeamten in den Nationalrat» | 45,59 %     | 38,35 %           | 5 : 17           | nein     |
| 22.05.1921 | O                 | Bundesbeschluss betreffend Aufnahme eines Art. 37bis in die Bundesverfassung (Automobil- und Fahrradverkehr) | 38,56 %     | 59,77 %           | 15½ : 6½         | ja       |
| 22.05.1921 | O                 | Bundesbeschluss betreffend Aufnahme eines Artikels 37ter in die Bundesverfassung (Luftschiffahrt) | 38,38 %     | 62,19 %           | 20½ : 1½         | ja       |
| 30.01.1921 | I                 | Eidgenössische Volksinitiative «für die Unterstellung von unbefristeten oder für eine Dauer von mehr als 15 Jahren abgeschlossenen Staatsverträgen unter das Referendum (Staatsvertragsreferendum)» | 63,11 %     | 71,35 %           | 20 : 2           | ja       |
| 30.01.1921 | I                 | Eidgenössische Volksinitiative «für die Aufhebung der Militärjustiz» | 63,11 %     | 33,57 %           | 3 : 19           | nein     |
| 31.10.1920 | F                 | Bundesgesetz betreffend die Arbeitszeit beim Betriebe der Eisenbahnen und anderer Verkehrsanstalten | 68,09 %     | 57,12 %           |                  | ja       |
| 16.05.1920 | O                 | Bundesbeschluss betreffend den Beitritt der Schweiz zum Völkerbund | 77,47 %     | 56,29 %           | 11½ : 10½        | ja       |
| 21.03.1920 | F                 | Bundesgesetz betreffend die Ordnung des Arbeitsverhältnisses | 60,29 %     | 49,81 %           |                  | nein     |
| 21.03.1920 | I                 | Bundesbeschluss über die Volksinitiative «für ein Verbot der Errichtung von Spielbanken» | 60,23 %     | 55,30 %           | 14 : 8           | ja       |
| 21.03.1920 | G                 | Gegenentwurf «für ein Verbot der Errichtung von Spielbanken» | 60,23 %     | 26,14 %           | ½ : 21 ½         | nein     |

### 1910–1919
Jahresübersichten: 1910 | 1912 | 1913 | 1914 | 1915 | 1917 | 1918 | 1919
| Datum      | Titel der Vorlage | Titel der Vorlage | Beteiligung | Anteil Ja-Stimmen | Stände Ja : Nein | Ergebnis |
| ---------- | ----------------- | --- | ----------- | ----------------- | ---------------- | -------- |
| 10.08.1919 | O                 | Bundesbeschluss betreffend die Aufnahme von Übergangsbestimmungen zu Art. 73 der Bundesverfassung                                                     | 32,83 %     | 71,59 %           | 21½ : ½          | ja       |
| 04.05.1919 | O                 | Bundesbeschluss betreffend Aufnahme eines Art. 24ter in die Bundesverfassung (Schiffahrt)                                                             | 53,88 %     | 83,61 %           | 22 : 0           | ja       |
| 04.05.1919 | O                 | Bundesbeschluss betreffend Erlass eines Artikels der Bundesverfassung über die Erhebung einer neuen ausserordentlichen Kriegssteuer                   | 53,75 %     | 65,07 %           | 20 : 2           | ja       |
| 13.10.1918 | I                 | Eidgenössische Volksinitiative «für die Proporzwahl des Nationalrates»                                                                                | 49,47 %     | 66,78 %           | 19½ : 2½         | ja       |
| 02.06.1918 | I                 | Eidgenössische Volksinitiative «für die Einführung der direkten Bundessteuer»                                                                         | 65,40 %     | 45,93 %           | 7½ : 14½         | nein     |
| 13.05.1917 | O                 | Bundesbeschluss betreffend die Einfügung eines Art. 41bis und eines Artikels 42, lit.g, in die Bundesverfassung (Stempelabgaben)                      | 42,06 %     | 53,16 %           | 14½ : 7½         | ja       |
| 06.06.1915 | O                 | Bundesbeschluss betreffend Erlass eines Artikels der Bundesverfassung zur Erhebung einer einmaligen Kriegssteuer                                      | 56,02 %     | 94,27 %           | 22 : 0           | ja       |
| 25.10.1914 | O                 | Bundesbeschluss betreffend Revision von Art. 103 der Bundesverfassung und Aufnahme eines Artikels 114bis in die Bundesverfassung                      | 44,06 %     | 62,35 %           | 18 : 4           | ja       |
| 04.05.1913 | O                 | Bundesbeschluss betreffend Revision der Artikel 69 und 31, 2.Absatz, lit.d, der Bundesverfassung (Bekämpfung menschlicher und tierischer Krankheiten) | 36,04 %     | 60,32 %           | 16½ : 5½         | ja       |
| 04.02.1912 | F                 | Bundesgesetz über die Kranken- und Unfallversicherung                                                                                                 | 64,26 %     | 54,36 %           |                  | ja       |
| 23.10.1910 | I                 | Eidgenössische Volksinitiative «für die Proporzwahl des Nationalrates»                                                                                | 62,34 %     | 47,54 %           | 12 : 10          | nein     |

### 1900–1909
Jahresübersichten: 1900 | 1902 | 1903 | 1905 | 1906 | 1907 | 1908
| Datum      | Titel der Vorlage | Titel der Vorlage | Beteiligung | Anteil Ja-Stimmen | Stände Ja : Nein | Ergebnis |
| ---------- | ----------------- | --- | ----------- | ----------------- | ---------------- | -------- |
| 25.10.1908 | G                 | Bundesbeschluss betreffend die Aufnahme eines Zusatzartikels 24bis in die Bundesverfassung betreffend die Gesetzgebung des Bundes über die Nutzbarmachung der Wasserkräfte und über die Fortleitung und die Abgabe der elektrischen Energie (Gegenentwurf: Aufnahme eines Zusatzartikels 24bis in die Bundesverfassung) | 48,27 %     | 84,43 %           | 21½ : ½          | ja       |
| 05.07.1908 | O                 | Bundesbeschluss betreffend Ergänzung der Bundesverfassung bezüglich des Rechts der Gesetzgebung über das Gewerbewesen | 48,70 %     | 71,52 %           | 21½ : ½          | ja       |
| 05.07.1908 | I                 | Eidgenössische Volksinitiative «für ein Absinthverbot» | 49,31 %     | 63,48 %           | 20 : 2           | ja       |
| 03.11.1907 | F                 | Militärorganisation der schweizerischen Eidgenossenschaft | 74,66 %     | 55,22 %           |                  | ja       |
| 10.06.1906 | F                 | Bundesgesetz betreffend den Verkehr mit Lebensmitteln und Gebrauchsgegenständen | 51,40 %     | 62,58 %           |                  | ja       |
| 19.03.1905 | O                 | Bundesbeschluss betreffend Revision des Art. 64 der Bundesverfassung (Ausdehnung des Erfinderschutzes) | 40,04 %     | 70,35 %           | 21½ : ½          | ja       |
| 25.10.1903 | F                 | Bundesgesetz betreffend Ergänzung des Bundesgesetzes über das Bundesstrafrecht der schweizerischen Eidgenossenschaft vom 4. Februar 1853 | 53,22 %     | 30,83 %           |                  | nein     |
| 25.10.1903 | I                 | Eidgenössische Volksinitiative «für die Wahl des Nationalrates aufgrund der Schweizer Wohnbevölkerung» | 53,25 %     | 24,38 %           | 4 : 18           | nein     |
| 25.10.1903 | O                 | Bundesbeschluss betreffend Abänderung des Art. 32bis der Bundesverfassung | 53,09 %     | 40,73 %           | 4 : 18           | nein     |
| 15.03.1903 | F                 | Bundesgesetz betreffend den schweizerischen Zolltarif | 73,27 %     | 59,59 %           |                  | ja       |
| 23.11.1902 | O                 | Bundesbeschluss betreffend die Unterstützung der öffentlichen Primarschule durch den Bund | 46,63 %     | 76,27 %           | 21½ : ½          | ja       |
| 04.11.1900 | I                 | Eidgenössische Volksinitiative «für die Proporzwahl des Nationalrates» | 58,75 %     | 40,86 %           | 10½ : 11½        | nein     |
| 04.11.1900 | I                 | Eidgenössische Volksinitiative «für die Volkswahl des Bundesrates und die Vermehrung der Mitgliederzahl» | 58,81 %     | 35,04 %           | 8 : 14           | nein     |
| 20.05.1900 | F                 | Bundesgesetz betreffend die Kranken- und Unfallversicherung mit Einschluss der Militärversicherung | 66,73 %     | 30,18 %           |                  | nein     |

### 1890–1899
Jahresübersichten: 1890 | 1891 | 1893 | 1894 | 1895 | 1896 | 1897 | 1898
| Datum      | Titel der Vorlage                                                    | Titel der Vorlage | Beteiligung                                                          | Anteil Ja-Stimmen                                                    | Stände Ja : Nein                                                     | Ergebnis                                                             |
| ---------- | -------------------------------------------------------------------- | --- | -------------------------------------------------------------------- | -------------------------------------------------------------------- | -------------------------------------------------------------------- | -------------------------------------------------------------------- |
| 13.11.1898 | O                                                                    | Bundesbeschluss betreffend Revision des Artikels 64 der Bundesverfassung | 52,75 %                                                              | 72,25 %                                                              | 16½ : 5½                                                             | ja                                                                   |
| 13.11.1898 | O                                                                    | Bundesbeschluss betreffend Aufnahme eines Artikels 64bis in die Bundesverfassung | 52,79 %                                                              | 72,37 %                                                              | 16½ : 5½                                                             | ja                                                                   |
| 20.02.1898 | F                                                                    | Bundesgesetz betreffend die Erwerbung und den Betrieb von Eisenbahnen für Rechnung des Bundes und die Organisation der Verwaltung der schweizerischen Bundesbahnen                                          | 78,06 %                                                              | 67,91 %                                                              |                                                                      | ja                                                                   |
| 11.07.1897 | O                                                                    | Bundesbeschluss über die Revision des Art. 24 der Bundesverfassung | 38,66 %                                                              | 63,54 %                                                              | 16 : 6                                                               | ja                                                                   |
| 11.07.1897 | O                                                                    | Bundesbeschluss betreffend Bundesgesetzgebung über den Verkehr mit Nahrungs- und Genussmitteln und mit solchen Gebrauchs- und Verbrauchsgegenständen, welche das Leben oder die Gesundheit gefährden können | 38,75 %                                                              | 65,11 %                                                              | 18½ : 3½                                                             | ja                                                                   |
| 28.02.1897 | F                                                                    | Bundesgesetz über die Errichtung der schweizerischen Bundesbank | 64,59 %                                                              | 43,33 %                                                              |                                                                      | nein                                                                 |
| 04.10.1896 | F                                                                    | Bundesgesetz betreffend die Gewährleistung beim Viehhandel | 57,59 %                                                              | 45,54 %                                                              |                                                                      | nein                                                                 |
| 04.10.1896 | F                                                                    | Bundesgesetz über das Rechnungswesen der Eisenbahnen | 57,84 %                                                              | 55,83 %                                                              |                                                                      | ja                                                                   |
| 04.10.1896 | F                                                                    | Bundesgesetz betreffend die Disciplinarstrafordnung für die eidgenössische Armee | 57,58 %                                                              | 19,88 %                                                              |                                                                      | nein                                                                 |
| 03.11.1895 | O                                                                    | Bundesbeschluss über die Revision der Militärartikel der Bundesverfassung | 67,87 %                                                              | 41,98 %                                                              | 4½ : 17½                                                             | nein                                                                 |
| 29.09.1895 | O                                                                    | Bundesbeschluss über die Ergänzung der Bundesverfassung durch Zusatzbestimmungen betreffend die Einführung des Zündhölzchenmonopols                                                                         | 48,65 %                                                              | 43,23 %                                                              | 7½ : 14½                                                             | nein                                                                 |
| 03.02.1895 | F                                                                    | Bundesgesetz betreffend die Vertretung der Schweiz im Auslande | 46,33 %                                                              | 41,16 %                                                              |                                                                      | nein                                                                 |
| 04.11.1894 | I                                                                    | Eidgenössische Volksinitiative «zur Abgabe eines Teils der Zolleinnahmen an die Kantone» | 71,88 %                                                              | 29,32 %                                                              | 8½ : 13½                                                             | nein                                                                 |
| 03.06.1894 | I                                                                    | Eidgenössische Volksinitiative «zur Gewährleistung des Rechts auf Arbeit» | 57,59 %                                                              | 19,75 %                                                              | 0 : 22                                                               | nein                                                                 |
| 04.03.1894 | O                                                                    | Bundesbeschluss vom 20. Dezember 1893 betreffend Ergänzung der Bundesverfassung durch einen Zusatz bezüglich des Rechts der Gesetzgebung über das Gewerbewesen                                              | 46,79 %                                                              | 46,13 %                                                              | 7½ : 14½                                                             | nein                                                                 |
| 20.08.1893 | I                                                                    | Eidgenössische Volksinitiative «für ein Verbot des Schlachtens ohne vorherige Betäubung» | 49,18 %                                                              | 60,11 %                                                              | 11½ : 10½                                                            | ja                                                                   |
| 10.05.1892 | Einführung des Initiativrechts auf Teilrevision der Bundesverfassung | Einführung des Initiativrechts auf Teilrevision der Bundesverfassung | Einführung des Initiativrechts auf Teilrevision der Bundesverfassung | Einführung des Initiativrechts auf Teilrevision der Bundesverfassung | Einführung des Initiativrechts auf Teilrevision der Bundesverfassung | Einführung des Initiativrechts auf Teilrevision der Bundesverfassung |
| 06.12.1891 | F                                                                    | Bundesbeschluss betreffend den Ankauf der schweizerischen Centralbahn | 64,26 %                                                              | 31,12 %                                                              |                                                                      | nein                                                                 |
| 18.10.1891 | O                                                                    | Bundesbeschluss betreffend Revision von Art. 39 der Bundesverfassung | 61,90 %                                                              | 59,35 %                                                              | 14 : 8                                                               | ja                                                                   |
| 18.10.1891 | F                                                                    | Bundesgesetz betreffend den schweizerischen Zolltarif | 61,90 %                                                              | 58,06 %                                                              |                                                                      | ja                                                                   |
| 05.07.1891 | O                                                                    | Bundesbeschluss betreffend Revision der Bundesverfassung | 49,91 %                                                              | 60,28 %                                                              | 18 : 4                                                               | ja                                                                   |
| 15.03.1891 | F                                                                    | Bundesgesetz betreffend die arbeitsunfähig gewordenen eidgenössischen Beamten und Angestellten | 68,61 %                                                              | 20,60 %                                                              |                                                                      | nein                                                                 |
| 26.10.1890 | O                                                                    | Bundesbeschluss betreffend Ergänzung der Bundesverfassung vom 29. Mai 1874 durch einen Zusatz bezüglich des Gesetzgebungsrechtes über Unfall- und Krankenversicherung                                       | 59,75 %                                                              | 75,44 %                                                              | 20½ : 1½                                                             | ja                                                                   |

### 1880–1889
Jahresübersichten: 1880 | 1882 | 1884 | 1885 | 1887 | 1889
| Datum      | Titel der Vorlage | Titel der Vorlage | Beteiligung | Anteil Ja-Stimmen | Stände Ja : Nein | Ergebnis |
| ---------- | ----------------- | --- | ----------- | ----------------- | ---------------- | -------- |
| 17.11.1889 | F                 | Bundesgesetz über Schuldbetreibung und Konkurs                                                                                               | 70,87 %     | 52,86 %           |                  | ja       |
| 10.07.1887 | O                 | Bundesbeschluss betreffend Ergänzung des Artikels 64 der Bundesverfassung vom 29. Mai 1874                                                   | 42,40 %     | 77,86 %           | 20½ : 1½         | ja       |
| 15.05.1887 | F                 | Bundesgesetz betreffend gebrannte Wasser | 62,45 %     | 65,86 %           |                  | ja       |
| 25.10.1885 | O                 | Bundesbeschluss betreffend teilweise Änderung der Bundesverfassung der schweizerischen Eidgenossenschaft (Wirtschaftswesen und Alkoholfrage) | 60,42 %     | 59,39 %           | 15 : 7           | ja       |
| 11.05.1884 | F                 | Bundesgesetz betreffend die Organisation des eidgenössischen Justiz- und Polizeidepartements                                                 | 60,09 %     | 41,06 %           |                  | nein     |
| 11.05.1884 | F                 | Bundesbeschluss betreffend die Patenttaxen der Handelsreisenden                                                                              | 60,09 %     | 47,89 %           |                  | nein     |
| 11.05.1884 | F                 | Bundesgesetz betreffend die Ergänzung des Bundesstrafrechtes vom 4. Februar 1853                                                             | 60,09 %     | 43,96 %           |                  | nein     |
| 11.05.1884 | F                 | Bundesbeschluss betreffend Gewährung eines Beitrags von 10'000 Franken an die Kanzleikosten der schweizerischen Gesandtschaft in Washington  | 60,09 %     | 38,55 %           |                  | nein     |
| 26.11.1882 | F                 | Bundesbeschluss betreffend die Vollziehung des Artikels 27 der Bundesverfassung (Unterrichtswesen)                                           | unklar      | 35,09 %           |                  | nein     |
| 30.07.1882 | O                 | Bundesbeschluss betreffend den Erfindungsschutz                                                                                              | unklar      | 47,48 %           | 7½ : 14½         | nein     |
| 30.07.1882 | F                 | Bundesgesetz betreffend Massnahmen gegen gemeingefährliche Epidemien                                                                         | unklar      | 21,10 %           |                  | nein     |
| 31.10.1880 | O                 | Bundesbeschluss betreffend den durch das Volksbegehren vom 3. August 1880 gestellten Antrag auf Revision der Bundesverfassung                | unklar      | 31,77 %           | 4½ : 17½         | nein     |

### 1848–1879
Jahresübersichten: 1848 | 1866 | 1872 | 1874 | 1875 | 1876 | 1877 | 1879
| Datum                                   | Titel der Vorlage | Titel der Vorlage | Beteiligung | Anteil Ja-Stimmen | Stände Ja : Nein | Ergebnis |
| --------------------------------------- | ----------------- | --- | ----------- | ----------------- | ---------------- | -------- |
| 18.05.1879                              | O                 | Bundesbeschluss betreffend Abänderung von Artikel 65 der Bundesverfassung (Todesstrafe)                                                         | unklar      | 52,47 %           | 15 : 7           | ja       |
| 19.01.1879                              | F                 | Bundesgesetz betreffend Gewährung von Subsidien für Alpenbahnen                                                                                 | unklar      | 70,69 %           |                  | ja       |
| 21.10.1877                              | F                 | Bundesgesetz betreffend die Arbeit in den Fabriken                                                                                              | unklar      | 51,47 %           |                  | ja       |
| 21.10.1877                              | F                 | Bundesgesetz betreffend den Militärpflichtersatz                                                                                                | unklar      | 48,41 %           |                  | nein     |
| 21.10.1877                              | F                 | Bundesgesetz betreffend die politischen Rechte der Niedergelassenen und Aufenthalter und den Verlust der politischen Rechte der Schweizerbürger | unklar      | 38,16 %           |                  | nein     |
| 09.07.1876                              | F                 | Bundesgesetz betreffend die Militärpflichtersatzsteuer                                                                                          | unklar      | 45,79 %           |                  | nein     |
| 23.04.1876                              | F                 | Bundesgesetz über die Ausgabe und Einlösung von Banknoten                                                                                       | unklar      | 38,32 %           |                  | nein     |
| 23.05.1875                              | F                 | Bundesgesetz betreffend Feststellung und Beurkundung des Zivilstandes und die Ehe                                                               | unklar      | 50,97 %           |                  | ja       |
| 23.05.1875                              | F                 | Bundesgesetz über die politische Stimmberechtigung der Schweizerbürger                                                                          | unklar      | 49,43 %           |                  | nein     |
| Einführung des fakultativen Referendums |                   | |             |                   |                  |          |
| 19.04.1874                              | O                 | Totalrevision der Bundesverfassung | unklar      | 63,21 %           | 13½ : 8½         | ja       |
| 12.05.1872                              | O                 | Totalrevision der Bundesverfassung | unklar      | 49,49 %           | 9 : 13           | nein     |
| 14.01.1866                              | O                 | Festsetzung von Mass und Gewicht | unklar      | 50,44 %           | 9½ : 12½         | nein     |
| 14.01.1866                              | O                 | Gleichstellung der Juden und Naturalisierten mit Bezug auf Niederlassung                                                                        | unklar      | 53,23 %           | 12½ : 9½         | ja       |
| 14.01.1866                              | O                 | Stimmrecht der Niedergelassenen in Gemeindesachen                                                                                               | unklar      | 43,08 %           | 8 : 14           | nein     |
| 14.01.1866                              | O                 | Besteuerung und zivilrechtliche Verhältnisse der Niedergelassenen                                                                               | unklar      | 39,88 %           | 9 : 13           | nein     |
| 14.01.1866                              | O                 | Stimmrecht der Niedergelassenen in kantonalen Angelegenheiten                                                                                   | unklar      | 48,09 %           | 11 : 11          | nein     |
| 14.01.1866                              | O                 | Glaubens- und Kultusfreiheit | unklar      | 49,16 %           | 11 : 11          | nein     |
| 14.01.1866                              | O                 | Ausschliessung einzelner Strafarten | unklar      | 34,19 %           | 6½ : 15½         | nein     |
| 14.01.1866                              | O                 | Schutz des geistigen Eigentums | unklar      | 43,66 %           | 10½ : 11½        | nein     |
| 14.01.1866                              | O                 | Verbot der Lotterie und Hasardspiele | unklar      | 44,03 %           | 9½ : 12½         | nein     |
| Juli/Aug.1848                           | (O)               | Totalrevision vom 12. September 1848 | unklar      | 72,83 %           | 15½ : 6½         | ja       |

Die Bundesverfassung von 1848 «wurde allerdings keiner allgemeinen eidgenössischen Volksabstimmung unterbreitet. Die meisten Kantone führten aber eine solche von sich aus durch, wie es einige von ihnen schon 1833 über die erfolglose Revision des Bundesvertrags getan hatten». Zum Zeitpunkt der Abstimmung über die Bundesverfassung von 1848 war noch der Bundesvertrag von 1815 in Kraft, der keine Rechtsgrundlage für die Durchführung einer solchen Abstimmung enthielt; insofern entspricht diese Abstimmung nicht der Definition eines echten obligatorischen Referendums.
Eine erste gesamtschweizerische Volksabstimmung war auf Anordnung des Kleinen Rates der Helvetischen Republik vom 25. Mai 1802 über die Zweite Helvetische Verfassung durchgeführt worden (siehe Verfassung von Malmaison 1801).

## Statistik
Ab 1848 bis und mit der Volksabstimmung vom 18. Juni 2023 ergibt sich folgende Statistik:
| Auslöser                                                              | Anzahl |
| --------------------------------------------------------------------- | ------ |
| Initiativen (inkl. Initiativen mit Gegenvorschlag)                    | 229    |
| Obligatorische Referenden (inkl. Gegenvorschläge zu Volksinitiativen) | 242    |
| Fakultative Referenden                                                | 202    |
| Total                                                                 | 664*   |

*Die Volksinitiativen mit Gegenentwurf werden zusammen als eine Vorlage gezählt.
| Ergebnis             | Anzahl |
| -------------------- | ------ |
| Angenommene Vorlagen | 323    |
| Abgelehnte Vorlagen  | 357    |
| Total                | 664    |